# Transcarpàcia

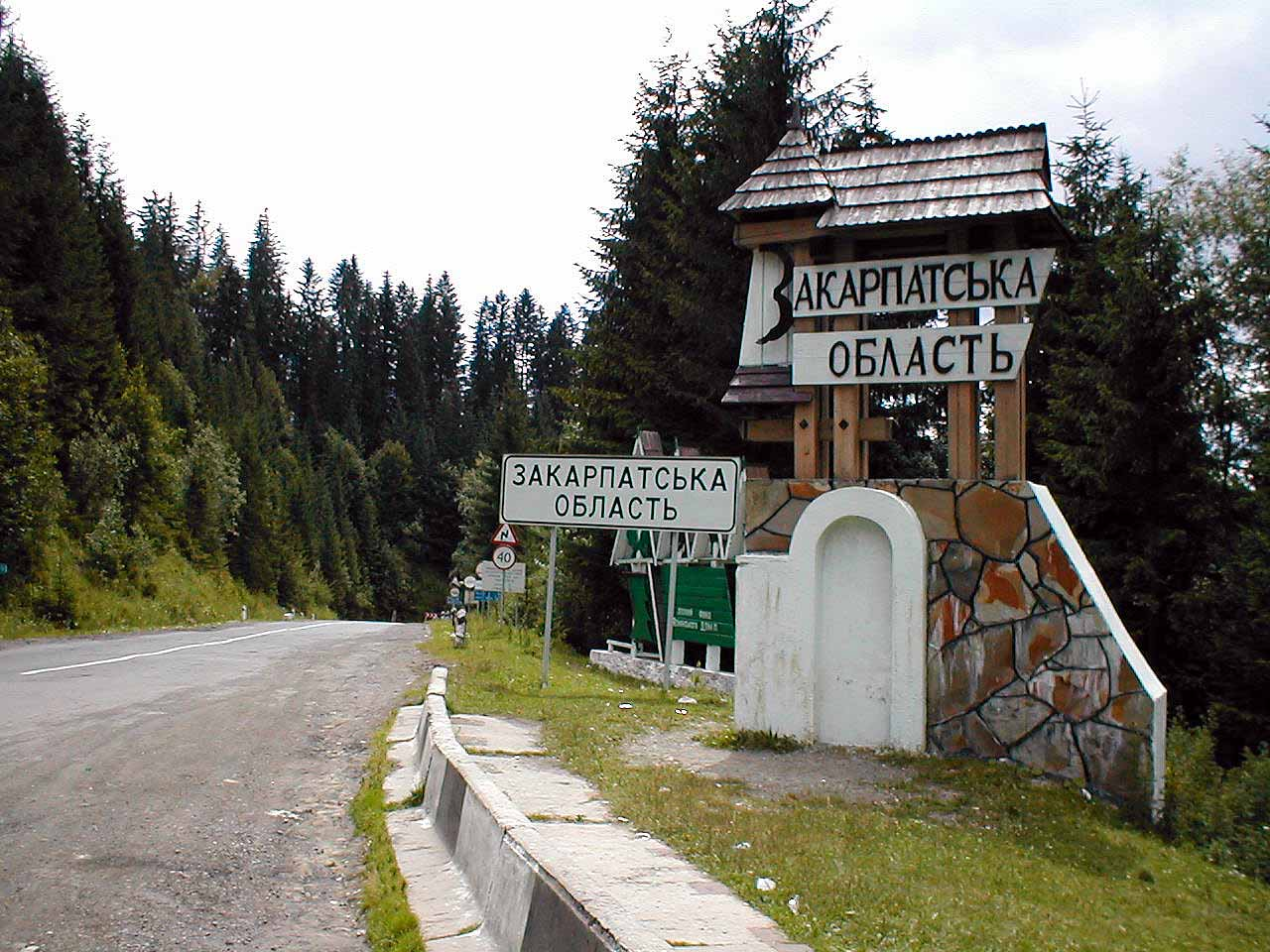
Cartell de benvinguda a l'óblast a la carretera R03 des de Ivano-Frankivsk, al coll de Iablonytskyi o coll dels Tàtars (931 m d'altitud), en territori hutsul

La Transcarpàcia, Transcarpàtia o Zakarpàttia (en ucraïnès Закарпатська область, Zakarpatska óblast o Закарпаття, Zakarpàttia; en hongarès Kárpátalja) és una de les 24 províncies o óblasts d'Ucraïna. Es troba a l'extrem occidental de l'estat, fronterera amb Polònia al nord, amb Eslovàquia al nord-oest, amb Hongria al sud-oest, amb Romania al sud, i amb les óblasts ucraïneses de Lviv al nord-est i Ivano-Frankivsk al sud-est.
Té una superfície de 12.800 km² i una població d'1.249.663 habitants (2004). La capital n'és Újhorod (У́жгород) i també hi destaquen les ciutats de Mukàtxeve (Мука́чеве) i Txop (Чоп), nus de comunicacions. L'economia regional està basada en el comerç transfronterer i l'explotació vitivinícola i forestal.
Tradicionalment aquest territori també s'ha anomenat Ucraïna Subcarpàtica i Ucraïna Transcarpàtica, ja que es troba separada de la gran plana ucraïnesa per la serralada dels Carpats, i històricament correspon a la Ucraïna o Rutènia Carpàtica (vegeu Rutènia).

## Geografia física

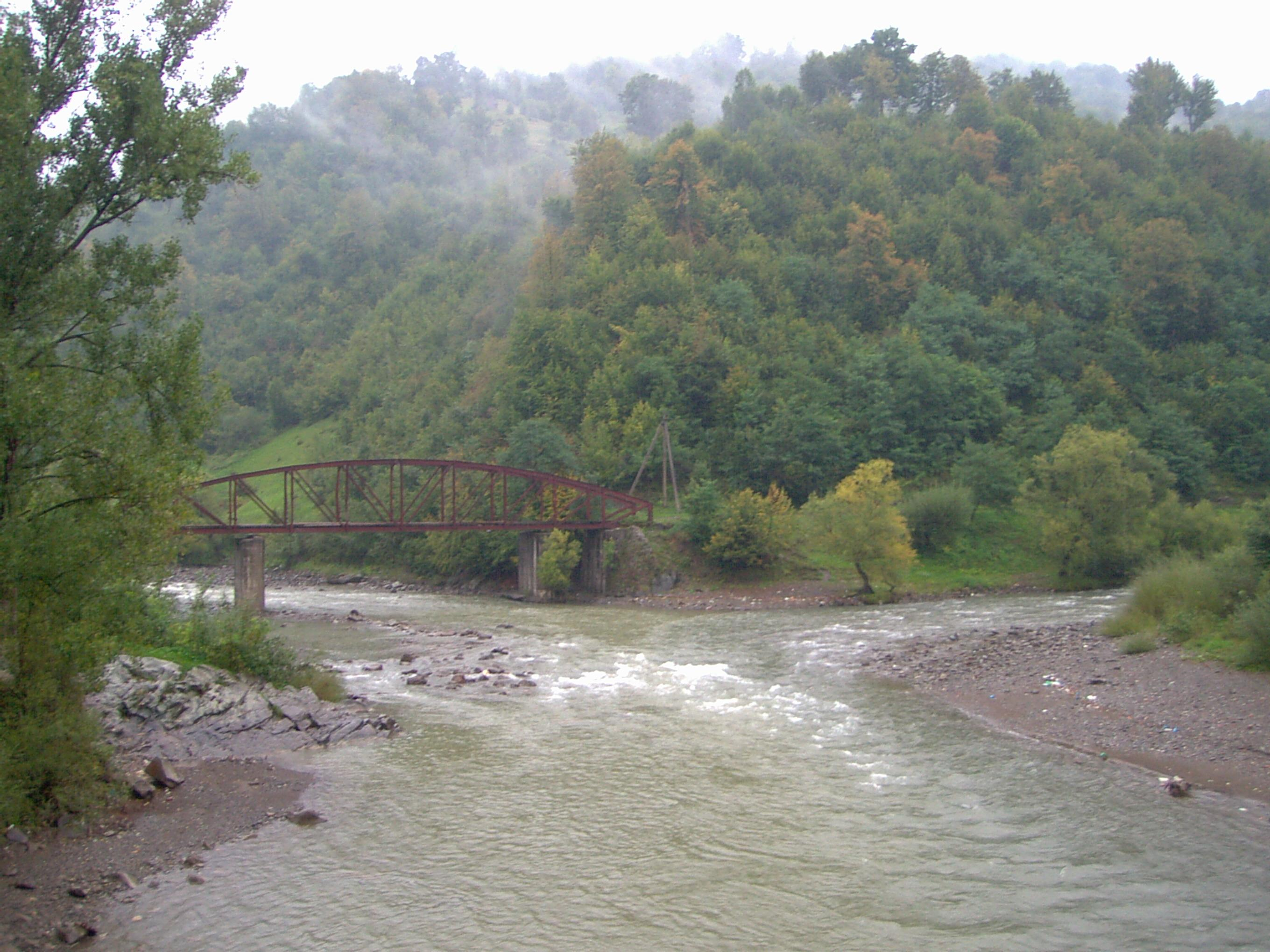
El Tisza o Tyssa al seu naixement, l'aiguabarreig del Tyssa Negre i el Tyssa Blanc, riu amunt de Ràkhiv

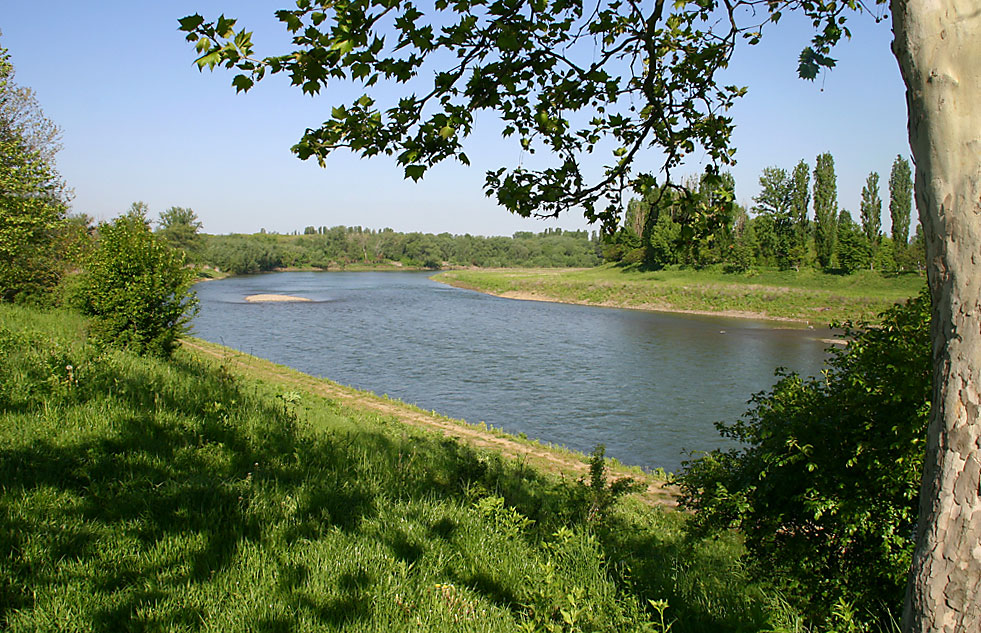
El riu Uj (tributari del Làborets) prop d'Újhorod

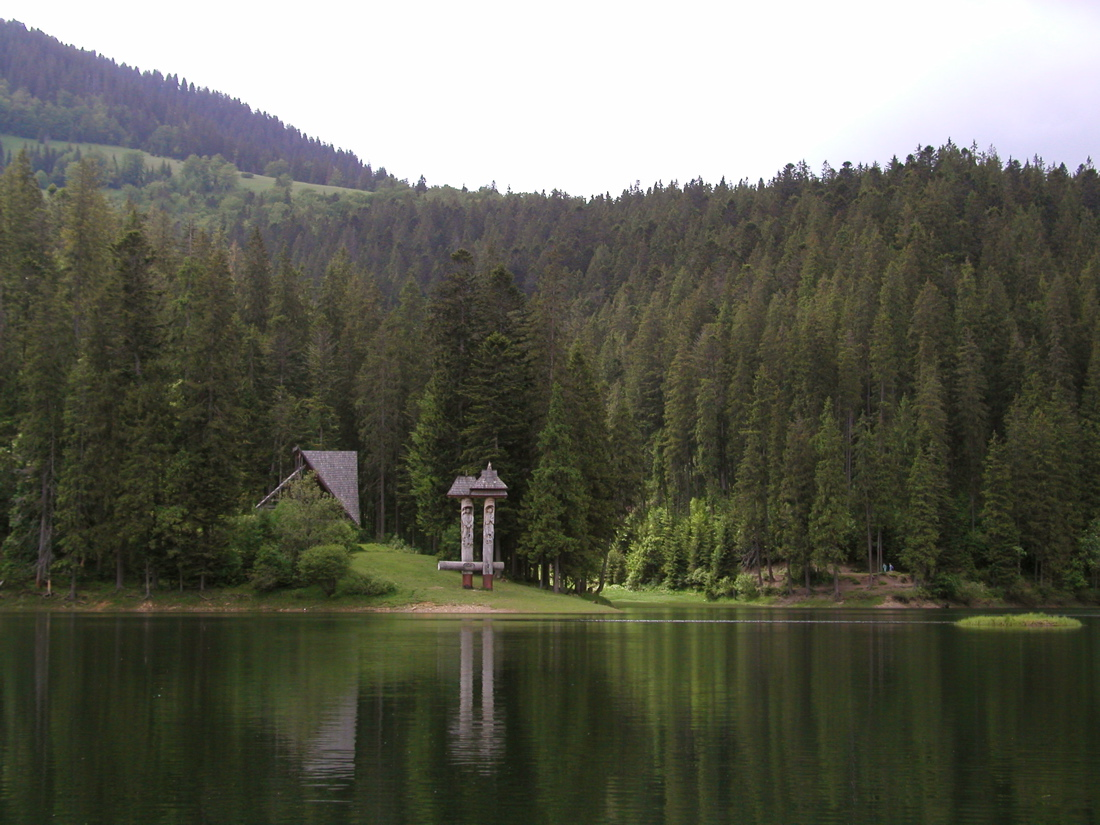
L'estany de Synevyr, un llac al Parc Nacional de Synevyr, als Carpats

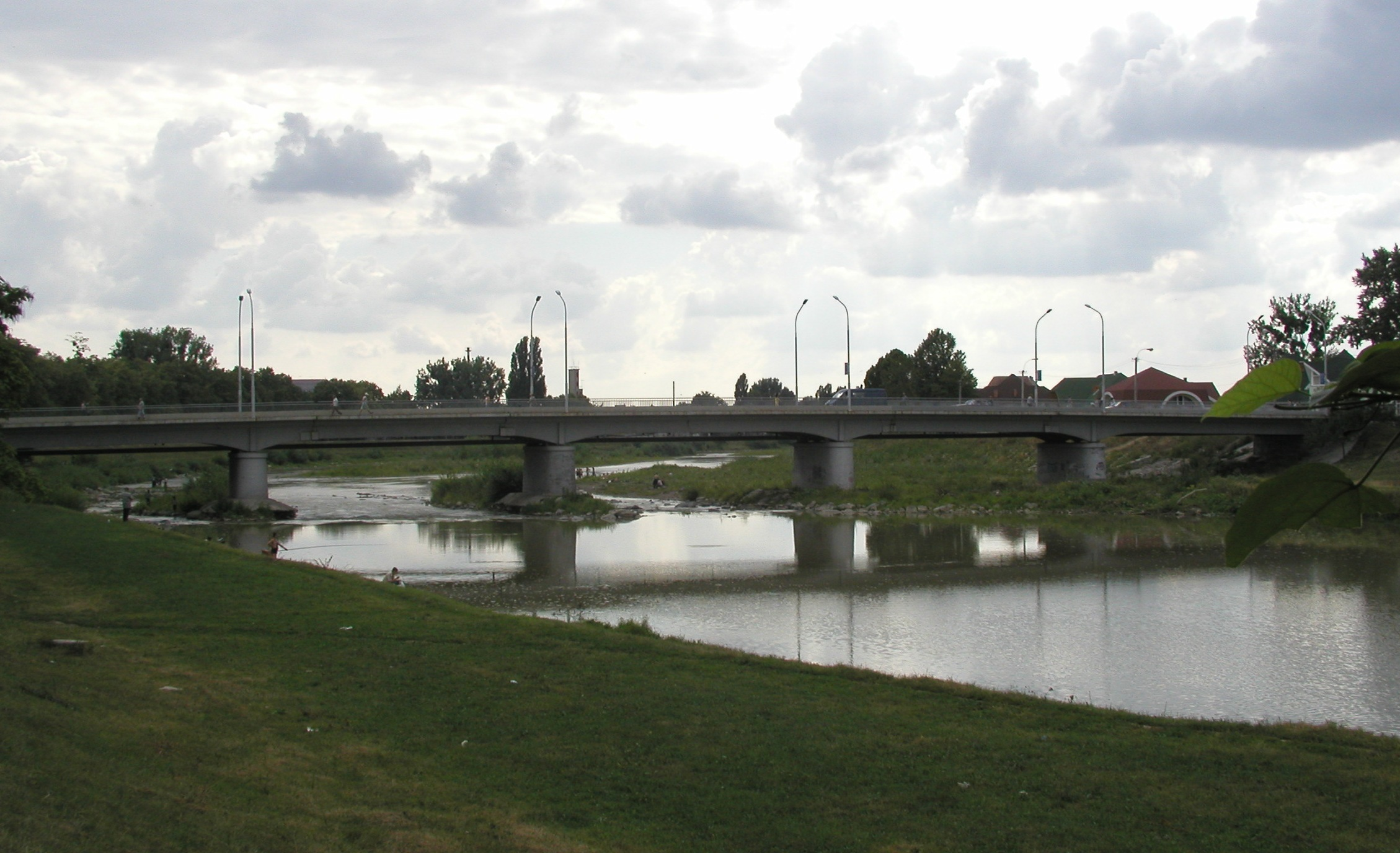
El Làtorytsia al seu pas per Mukàtxeve

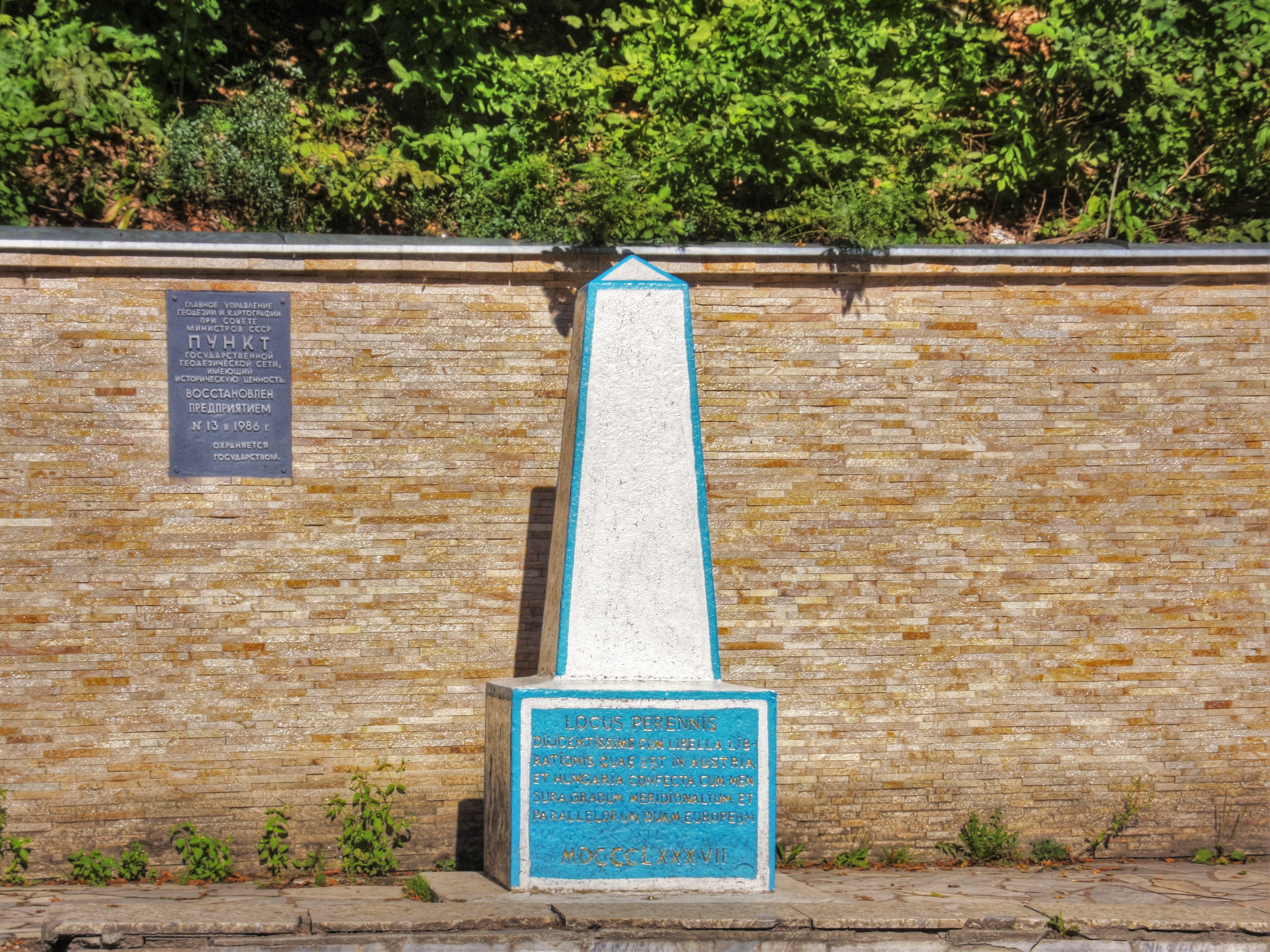
Estela indicativa del punt central d'Europa, prop de la ciutat de Ràkhiv

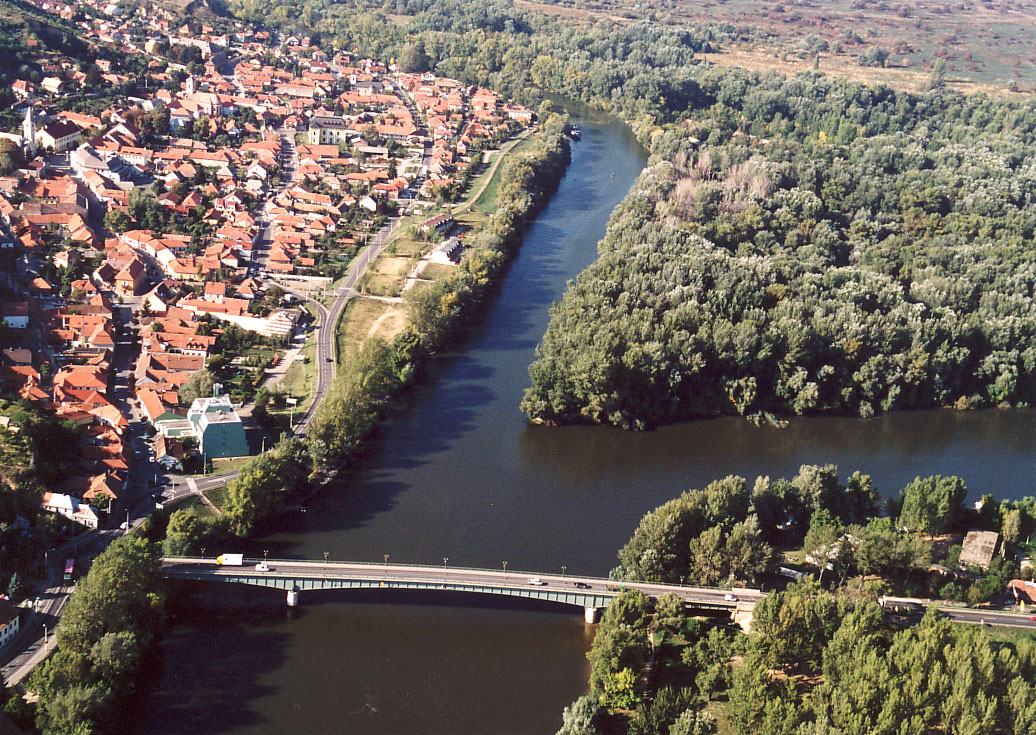
On el Bódroh entra al Tyssa, ja a Hongria, a la ciutat de Tokaj (Tokai)

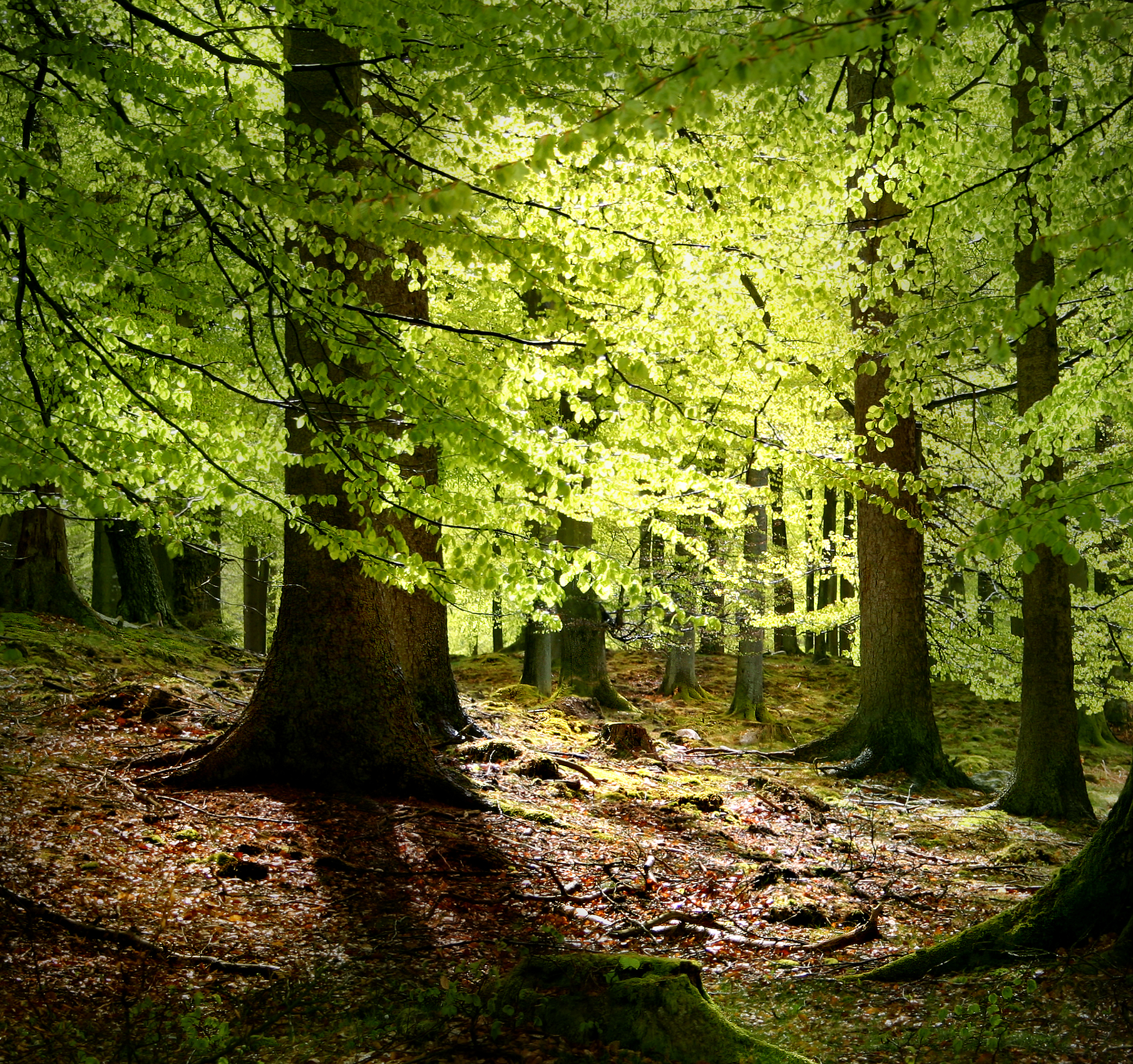
Fageda: hi ha una fageda primigènia a la Reserva de la biosfera dels Carpats, tot i que la foto és de Dinamarca

### Relleu

#### Muntanyes
Tot i dir-se Transcarpàcia, un 80% de l'óblast és territori muntanyós, principalment tota la franja nord. Aquí es troben diferents massissos, serres o serralades dels Carpats, entre aquests una part del massís o serralada coneguda com a "Verkhnovynskyi Vododilnyi khrebet" (Верхови́нський Вододі́льний хребе́т), una part del Gorgany o Gorgans (Ґорґа́ни, Gorgan·y), la serralada del Svydivets (Свидівець), que forma part dels Beskids o Beskidy, i part del grup de muntanyes de Txornohora (Чорного́ра), entre d'altres. Això fa de la Transcarpàcia un centre d'excursionisme important.

### Hidrografia

#### Rius
Pel territori de l'óblast passen 9.429 rius i rieres o torrents.
- El riu més llarg n'és el Tyssa, afluent esquerre del Danubi. Travessa els seus primers 240 km a la Transcarpàcia. Forma part de la frontera amb Romania i Hongria. Els seus afluents principals són: 
  - Borjava (Боржава)
  - Rika (Ріка, literalment: 'Riu')
  - Terèblia (Теребля)
  - Teresva (Тересва).

Altres rius de la seva conca són:
- Làtorytsia o Latòrytsia (Ла́то́риця), afluent del Bódroh (Бо́дрог), riu d'Eslovàquia i Hongria que, al seu torn, entra al Tyssa a Tokaj (pronunciat: Tokai), Hongria.
  - Riu Uj (Уж), afluent del Làborets (ucraïnès: Ла́борець, transcrit: Laborets; eslovac: Laborec, pronunciat: Làborets), un riu d'Eslovàquia, al seu torn afluent del Làtorytsia (Лато́риця). Aquest riu passa per Újhorod (У́жгород) i li dona el nom.

#### Llacs
A l'óblast hi ha uns 137 llacs o estanys naturals, el més gran n'és l'estany Synevyr (vegeu a baix, Parcs i espais naturals).

### Ecoregions, flora i fauna
Zona alpina i prealpina, també inclou algunes àrees de terra baixa. És una zona de gran varietat d'arbres i boscos, en particular al massís de Txornohora, com ara: fagedes de faig pur, fagedes mixtes, Picea, avetoses, freixenedes, omedes, fals plàtan i auró, a més del teix, ginebre, savina (Juniperus sabina), un tipus Cotoneaster (Cotoneaster integerrimus), Staphyllea pinnata, Alnus crispa o Alnus viridis (un tipus de vern), el tell de fulla gran i el "tell europeu" (Tilia platyphyllos, Т. europaea), el roure de fulla gran "de forma daurada" (Quercus petraea f. aurea) i Microbiota decussata, entre d'altres. Entre la fauna més espectacular s'hi troba el cérvol comú, l'os bru, el llop, el linx i el gall fer.

### Parcs i espais naturals
- El Parc Nacional de Synevyr (Національний природний парк «Синевир», Natsionalnyi pryrodnyi park "Synevyr"), que es va fundar el 1974, cobreix una àrea de 40.400 ha, de les quals 5.807 són zona de reserva natural especial. Dins el parc es troba l'estany més gran dels Carpats, l'estany alpí Synevyr (о́зеро Синеви́р, ózero Synevyr), com també els aiguamolls de Hlukhània (боло́то Глуханя, boloto Hlukhània), els de Zamxatka (боло́то Замшатка, boloto Zamxatka) i l'estany d'Ozirtse (о́зеро Озірце, òzero Ozirtse).

- L'estany de Synevyr també s'inclou com una de les zones humides designades pel Conveni de Ramsar com a zona humida d'importància internacional.[4]

- Reserva de la biosfera dels Carpats orientals (Біосферний Заповідник “Східні Карпати”, Biosfernyi zapovídnyk "Skhidni Karpaty"; també Карпа́тський біосфе́рний запові́дник, Karpàtskyi biosfernyi zapovídnyk - Patrimoni de la Humanitat, UNESCO) és una reserva transfronterera compartida entre Polònia, Eslovàquia i Ucraïna, i inclou una fageda primigènia. La part ucraïnesa va ser creada el 1968, i el 1992 entrà en la llista de la UNESCO.

- Parc Nacional de l'Uj (Ужанський національний природний парк, Ujanskyi natsionalnyi pryrodnyi park), també als Carpats. Pel mig d'aquest espai passa el riu Uj.

## Política i govern

Mapa de divisions administratives (els raions o districtes), alguna carretera i rius (transcrits a l'anglès)

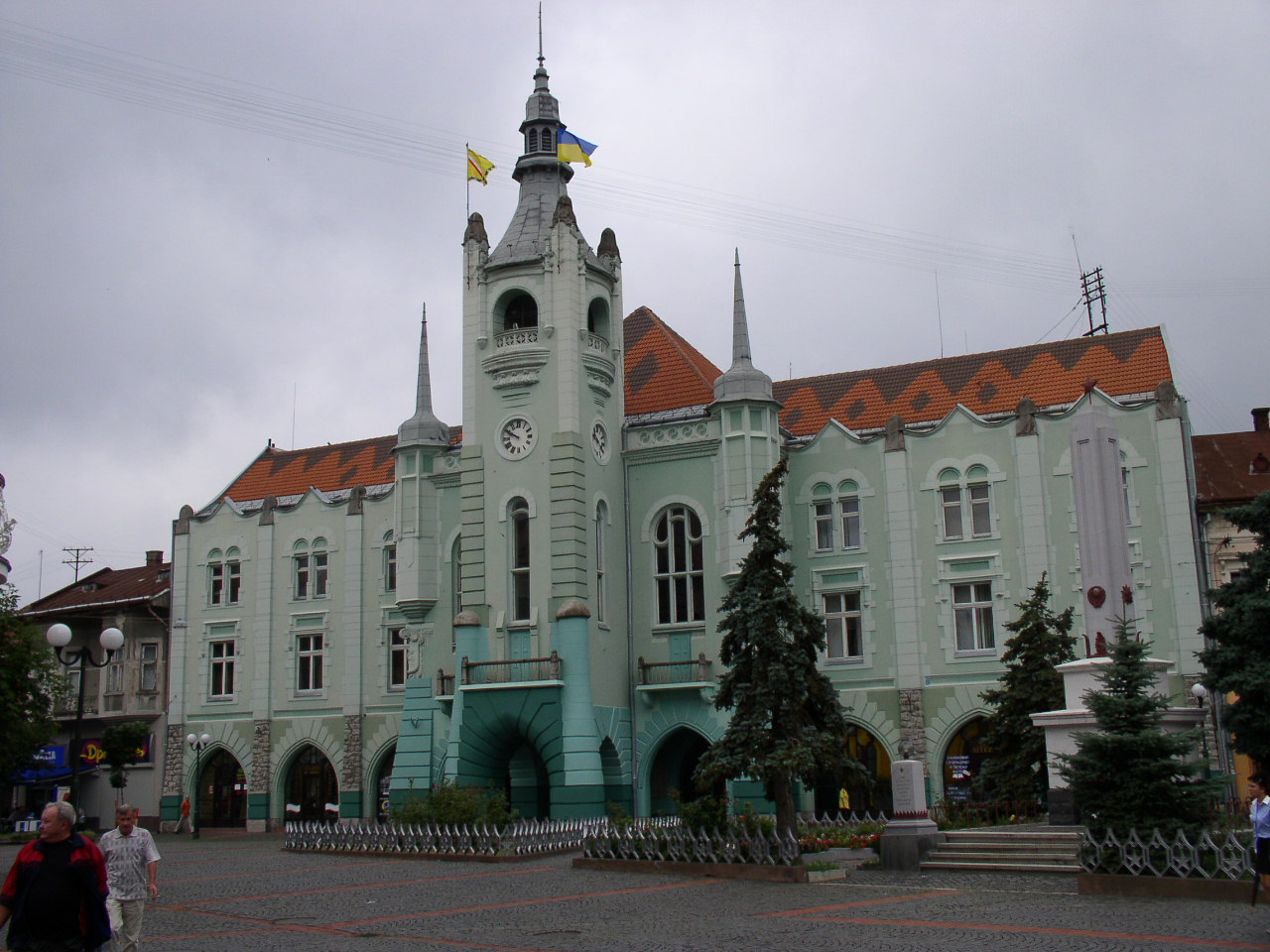
L'espectacular ajuntament de Mukàtxeve

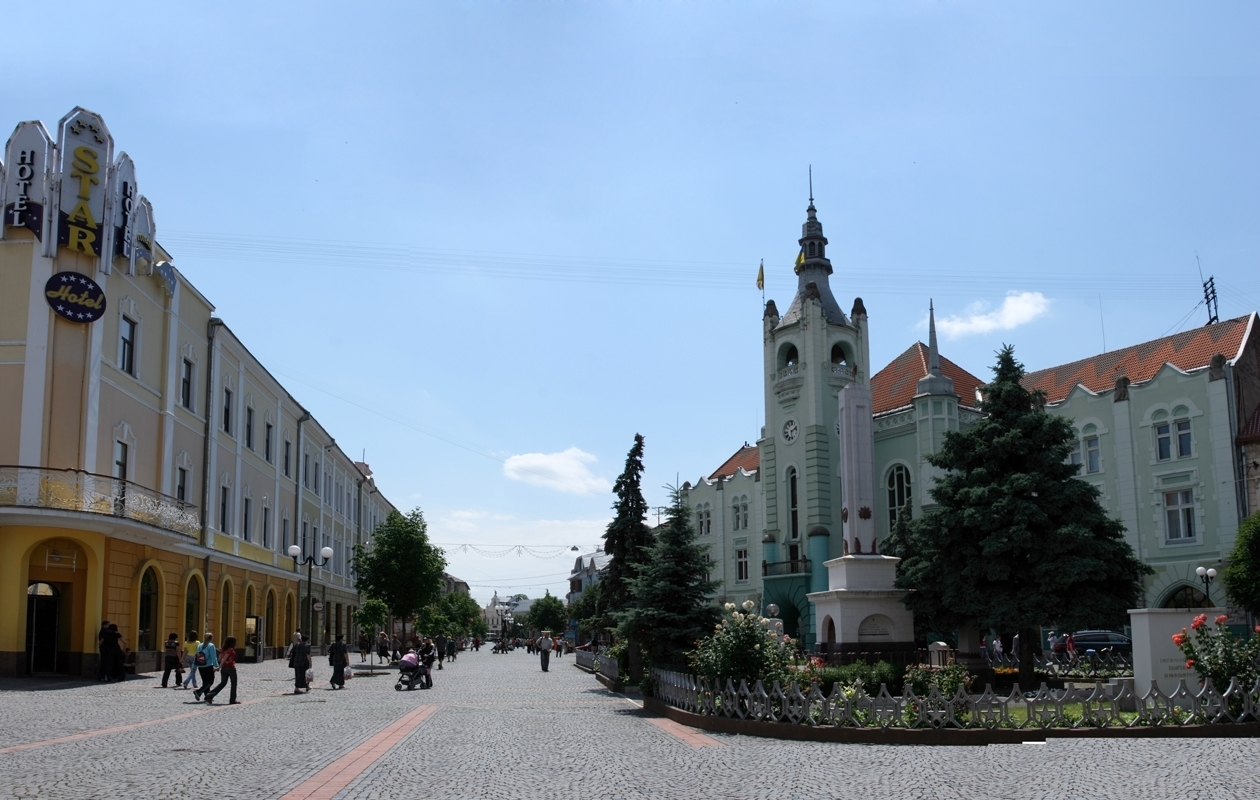
Un carrer principal a Mukàtxeve, amb l'ajuntament a la dreta

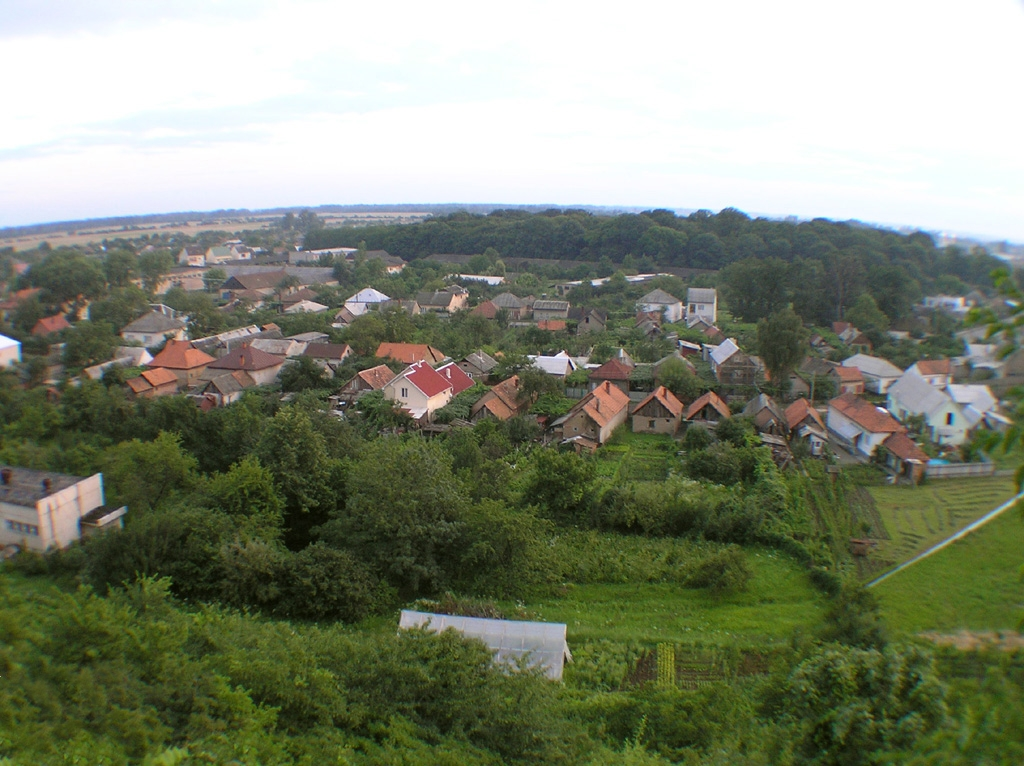
Panorama de la vila de Vinohràdiv

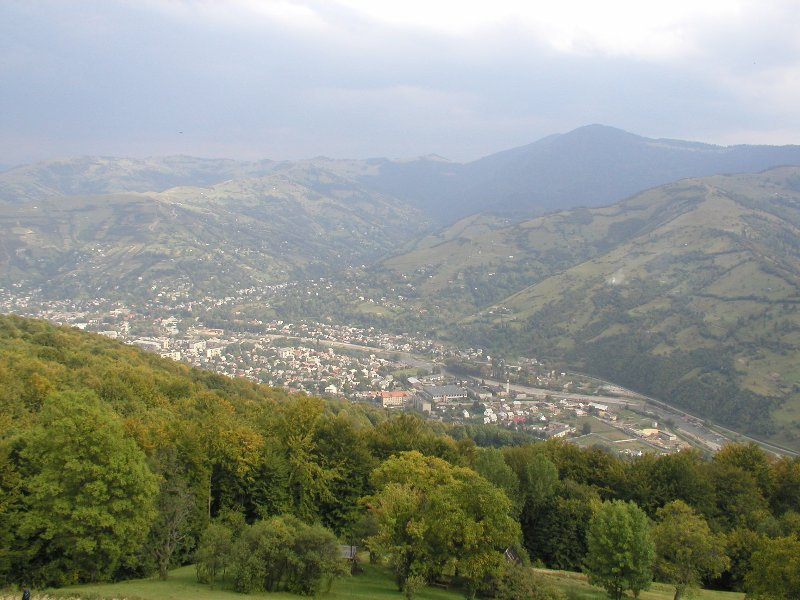
Vista de Ràkhiv i el riu Tyssa

### Divisions administratives
La Transcarpàcia o óblast de Transcarpàcia està dividida en 13 raions (sing. район, raion, pl. райо́ни, raion•y, subdivisió administrativa similar a les nostres comarques) i 5 ciutats que no depenen d'un raion sinó directament de l'óblast. Aquestes últimes són les ciutats de Bérehove (Бе́регове), Mukàtxeve (Мука́чеве), Khust (Хуст), Txop (Чоп) i la ciutat capital de l'óblast, Újhorod (У́жгород).
L'óblast té un total de:
- 11 ciutats (sing: мі́сто, misto, plural: мі́ста, mista), 6 de les quals depenen d'un raion;
- 19 viles o "assentaments de tipus urbà" o SMT (un смт, smt, се́лище місько́го ти́пу, sélysxe miskoho typu, és un municipi amb estatus de vila, és a dir, entre un poble i una ciutat); i
- 578 pobles (село́, seló).

### Principals viles i ciutats
Les ciutats de l'óblast són:
- Bérehove (ucraïnès: Бе́регове; russyn: Берегово, Berehovo; hongarès: Beregszász, pronunciat: Beresaas; eslovac: Berehovo; jiddisch: בערעגסאז, transcrit: Beregsaz; alemany: Bergsaß, romanès: Bereg), ciutat a la frontera amb Hongria, la seva població té un fort component hongarès. El 5 de novembre del 2010 van votar en referèndum per canviar de nom la seva ciutat a Beregszász,[5] que en ucraïnès quedaria com a Береґсас (Beregsas).
- Irxava (Іршава), ciutat banyada pels rius Irjava o Irxavka (Іржава o Іршавка) i Syniavka (Синявка).
- Khust (Хуст), està banyat pels rius Tyssa, Rika i Khustets (Хусте́ць).
- Mukàtxeve, també Mukàtxevo, Mukàtxovo o Mukàtxiv (Мука́чеве, tb. Мука́чево, Мука́чово o Мука́чів, russyn: Мука́чево, Мука́чово, transcrit: Mukàtxevo, Mukàtxovo; en hongarès: Munkács, pronunciat: [munkaatx]; en eslovac i txec: Mukačevo, transcrit: Mukàtxevo; polonès: Mukaczewo, pronunciat: [mukàtxevo]; en alemany: Munkatsch, [múnkatx]; en jiddisch: מונקאטש [minkatx, munkatx]; en romanès: Munceag, Muncaci, Muncaciu), és un centre tradicional de conreu de la vinya i s'hi elabora vi.
- Peretxyn (Перечи́н) es troba a la riba de l'Uj.
- Ràkhiv (Рахів) es troba en una vall entre muntanyes a la riba del Tyssa.
- Svaliava (Сваля́ва) es troba a la confluència del riu Svaliava amb el Làtorytsia.
- Tiàtxiv, també Tiàtxevo (en ucraïnès: Тя́чів, també Тячево; hongarès: Técső; txec: Tiačevo, Tjačevo, Ťačovo, Tjačev; romanès: Teceu, Teceu Mare; alemany: Groß-Teutschenau; jiddisch transcrit: Teitx; en rus: Тячев, transcrit: Tiàtxev), es troba a la riba del Tyssa.
- Txop (en ucraïnès: Чоп; en hongarès: Csap; eslovac: Čop; alemany: Tschop) es troba just a la frontera amb Hongria i Eslovàquia, i és irrigat pels rius Làtorytsia i Tyssa. La primera menció que se'n te és del 1281.
- Újhorod (У́жгород, "Vila Uj"), la capital de l'óblast, situada a la riba de l'Uj, molt a prop de la frontera amb Eslovàquia.
- Vynohràdiv (Виногра́дів, "Vilarraïm", abans del 1946: Севлюш o Сивлюш, Sevliuix o Syvliuix, que prové del nom en hongarès de: Szőlős o Nagyszőlős, que vindria a ser "Vilarraïm" o "Vilarraïm Gran"), situada a la riba del Tyssa Blanc (el riu que conflueix amb el Tyssa Negre per forma el Tyssa), és un centre de conreu i elaboració de vi.

Les viles de l'óblast són:
- Batiovo (Батьово, abans Батьу, Batiu, Узлове, Uzlove), primer mencionat en documents històrics el 1205.
- Buixtyno (Буштино)
- Dubove (Дубове), migpartit pel riu Teresva, es troba a la muntanya.
- Iassinià (Ясіня́)
- Jdeníievo, Jdeneve (Ждені́єво, Ждене́ве)
- Kobyletska Poliana (Кобилецька Поляна)
- Koltxyno (Кольчино)
- Korolevo (Королево)
- Mijhíria (Міжгір'я)
- Serédnie (Сере́днє)
- Solótvyno (Соло́твино, "Vila Salada"?, també: Марамороське Соло́твино, Соло́твин, Maramóroske o Maramoroske Solótvyno, "Solótvyno de Maramoróxtxyna", Solotvyn; romanès: Ocna Slatina; hongarès: Faluszlatina + Aknaszlatina; eslovè: Selo Slatina + Slatinské Doly; alemany: Salzgruben, que vol dir "Mines de Sal"), es troba a la riba dreta del Tyssa just a la frontera amb Romania. El riu el separa de la ciutat de Syhit o Sighetu Marmaţiei (en ucraïnès: Сигіт, Сигіт-Мармароський, Сігету-Мармацієй; romanès: Sighetu Marmaţiei), ara a Romania. Forma part de la regió històrica de Maramoróxtxyna o Maramureş (en ucraïnès: Мараморо́щина, Мараму́реш; en romanès: Maramureş; en hongarès: Máramaros), avui principalment a Romania.
- Teresva (Тересва)
- Txynadíiovo (Чинад́ійово)
- Ust-Txorna (Усть-Чорна)
- Velykyi Bereznyi (Великий Березний)
- Velykyi Býtxkiv (en ucraïnès: Вел́икий Б́ичків; en hongarès: Nagybocskó; en eslovac: Veľký Bočkov; en romanès: Bocicoiu Mare; transcrit del jiddisch: Bytxkyv, Bytxkev), fundat el segle xiv.
- Volovets (Воловець)
- Vylok (Вилок)
- Vyxkovo (Вишково)

## Economia

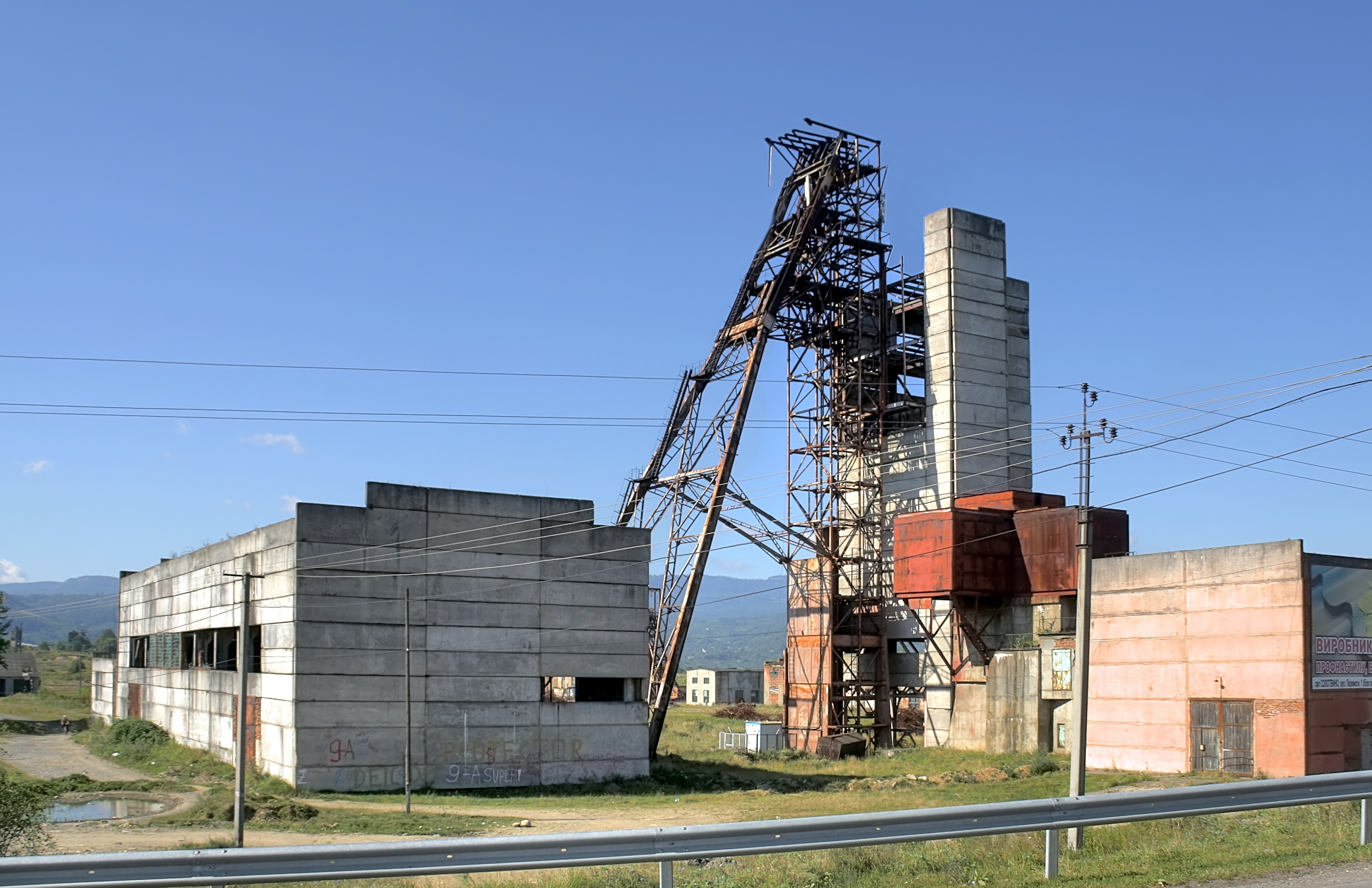
Mines de sal a la vila de Solótvyno.

La Transcarpàcia és una regió tradicional del conreu de la vinya i d'elaboració de vi. També hi ha una indústria de la fusta, turisme i recreació. En aquests últims sectors, la gent ve atreta pels nombrosos i prestigiosos establiments termals anomenats sanatoris, basats en els poders curatius de les diverses deus d'aigües minerals i aigües minerals termals presents al territori, i també per la bellesa natural del lloc, que s'adiu al senderisme, etc. L'artesania també té un paper en l'economia, en particular la fusta treballada a mà.
Un dels punts forts de l'economia és el comerç transfronterer. A més, la regió et l'estatus de "zona econòmica especial" des del 2001.

## Geografia humana i societat

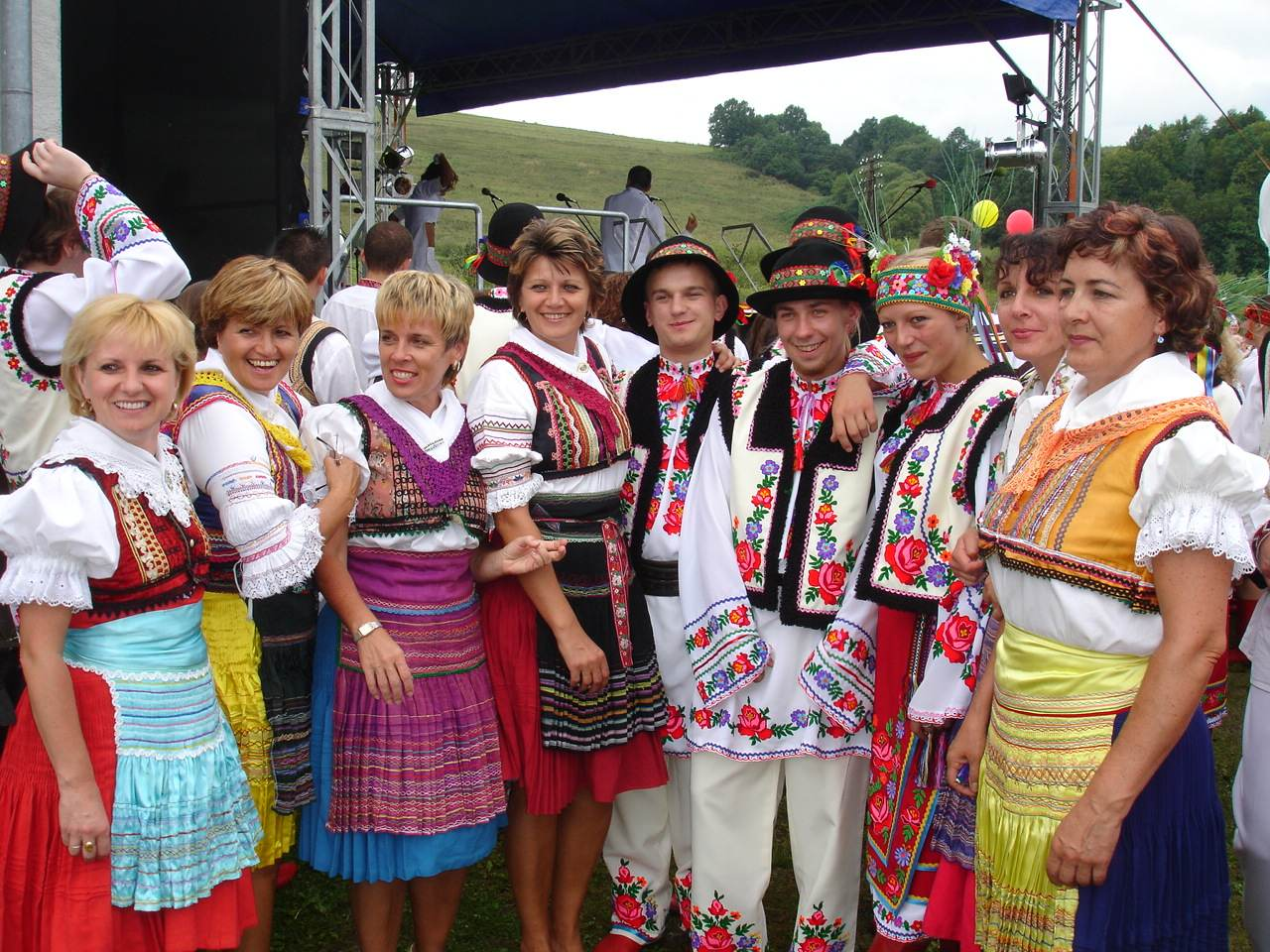
Ucraïnesos lemkos de Prešov o Priàxeva (esquerra) i ucraïnesos rutens de Przemyśl o Peremýxlia en vestits tradicionals estilitzats.

### Etnografia

#### Els rutens
La població, majoritàriament d'ètnia ucraïnesa (o rutena), parlen el que els lingüistes consideren un dialecte de l'ucraïnès però que altres consideren una llengua pròpia emparentada amb l'ucraïnès, el rutè. Es divideix en grups etnogràfics diferents: lemki, verkhóvintsi i doliniane, també coneguts com a hutsuls. Els rutens o russyn no sempre són reconeguts pel poder ucraïnès[cal referència]. Hi va haver un referèndum el 1991, en el qual la població va votar a favor de crear un espai econòmic obert, privilegi que va ser atorgat el 2001 per la Rada Suprema d'Ucraïna. Alguns, en particular la premsa russa, consideren que els rutens foren "ucraïnitzats" (ucraïnització suposadament duta a terme per Stalin a partir del 1946) i que ja no es reconeixen com a rutens, mentre que la majoria d'ucraïnesos i dels mateixos rutens consideren que els rutens són els últims vestigis de l'ucraïnès més profund, intocat pels canvis produint-se a l'altra banda dels Carpats i que ja no es reconeixen com a ucraïnesos per polítiques estalinistes i posteriors de desarrelament i divisió, per l'estil del que passava o passa amb alguna part de la població de la Franja de Ponent i la seva catalanitat o no-catalanitat.

#### Minories
Hi viu una important minoria hongaresa (200.000 habitants); a Bérehove funciona el primer col·legi hongarès d'Ucraïna: el col·legi de Ferenc Rákoczi II. Altres minories destacades són la romanesa, la russa, l'eslovaca i la gitana. La seva llengua i cultura gaudeix d'una certa protecció a través de l'educació pública, associacions, etc. La Transcarpàcia és, així mateix, la regió ucraïnesa que compta amb el major nombre de persones d'ètnia gitana (unes 25.000). També hi ha eslovacs i alemanys ètnics.

### Religió
La majoria dels habitants, contràriament a la majoria d'altres ucraïnesos, però com molts dels seus compatriotes a les óblasts circumdants, com ara les d'Ivano-Frankivsk, Ternópill i Lviv, professen la religió uniata, sovint anomenada Greco-Catòlica, vinculada des del 1596 a l'Església catòlica romana. Vegeu l'article general sobre esglésies Catòliques Orientals.
S'ha de tenir en compte, però, que en aquestes estadístiques de religió, no s'hi compta la part de la població atea.

## Cultura

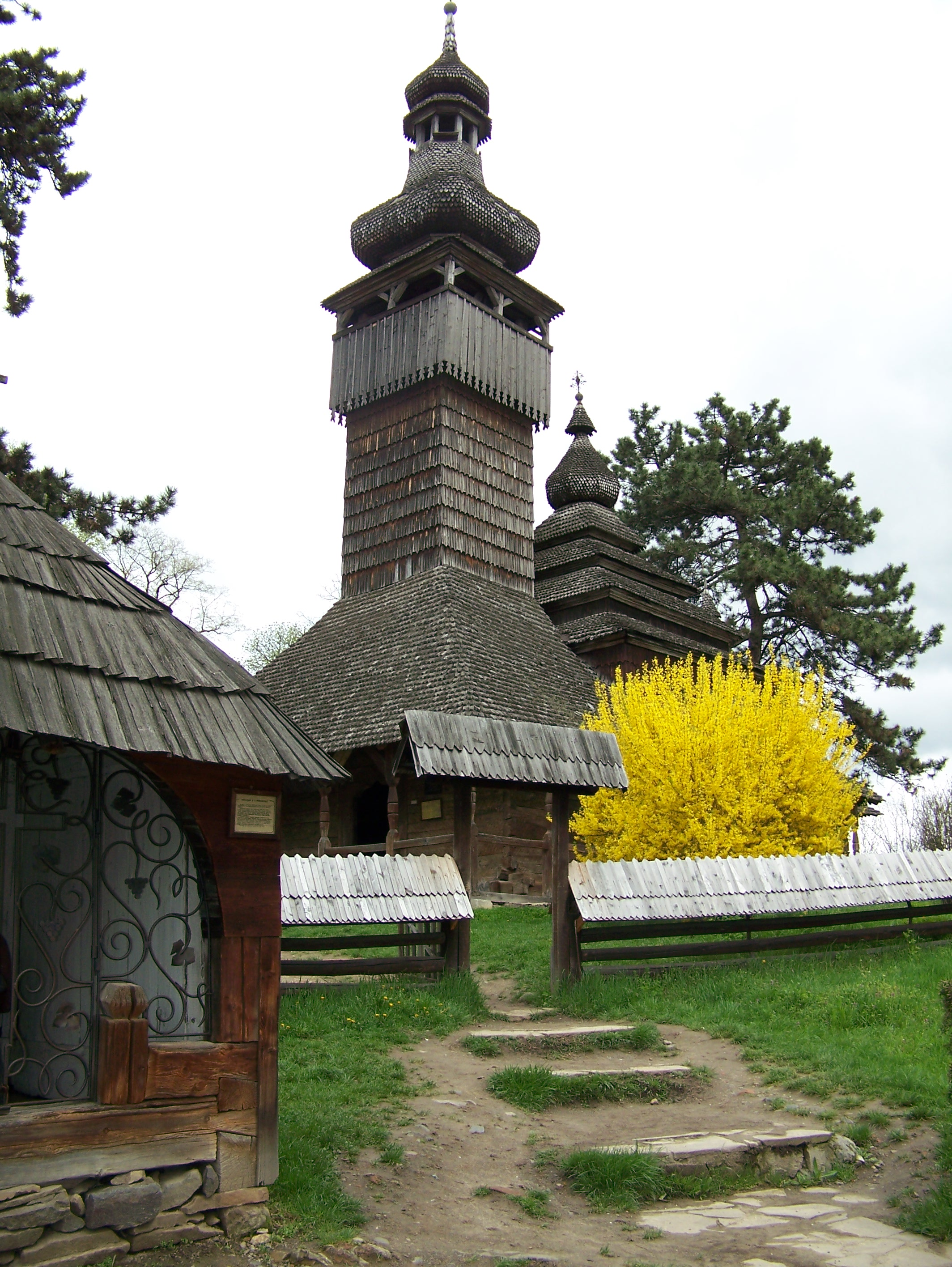
Museu d'arquitectura tradicional, església de fusta, a Újhorod.

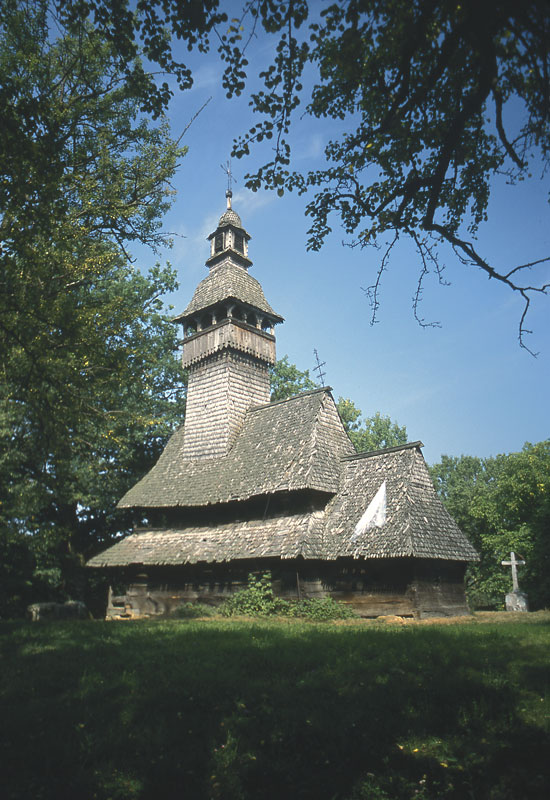
Tradicional església de fusta al poble de Kolodne.

### Llocs i dades d'interès
- Punt central d'Europa:

Prop del poble de Dilove (Ділове), al raion de Ràkhiv (Рахівський район, Ràkhivskyi raion), es troba el punt que va ser declarat el 1887 com a centre geogràfic del continent d'Europa. La carretera que passa prop d'aquest punt (дорогa Мука́чеве—Рогати́н, carretera Mukàtxeve-Rohatyn) està sempre ple de turistes (turisme relativament local), que es treuen fotos i van al museu-restaurant de la vora per menjar plats típics hutsuls.
Vegeu Die Mitte (El Centre), 2004, pel·lícula documental alemanya del director alemany d'origen polonès Stanislaw Mucha que et porta de viatge des d'Alemanya fins a aquest punt d'Ucraïna, entrevistant a gent i cercant el "veritable centre d'Europa". A cada país o cada regió hi sembla haver un punt marcat oficialment com a "centre d'Europa". Magnífic final a Ucraïna.
- L'estany o llac Synevyr o Synievyr (о́зеро Синеви́р, Синєви́р) és l'estany més gran dels Carpats. Es troba a una altitud de 989 metres. Forma part del Parc Nacional de Synevyr (Національний природний парк «Синевир», Natsionalnyi pryrodnyi park "Synevyr").

- Vegeu més amunt: Parcs i espais naturals

- Les esglésies de fusta als diversos pobles, d'una arquitectura tradicional sorprenent, són veritables obres d'art, com ho són també les de les óblasts adjacents.

## Història

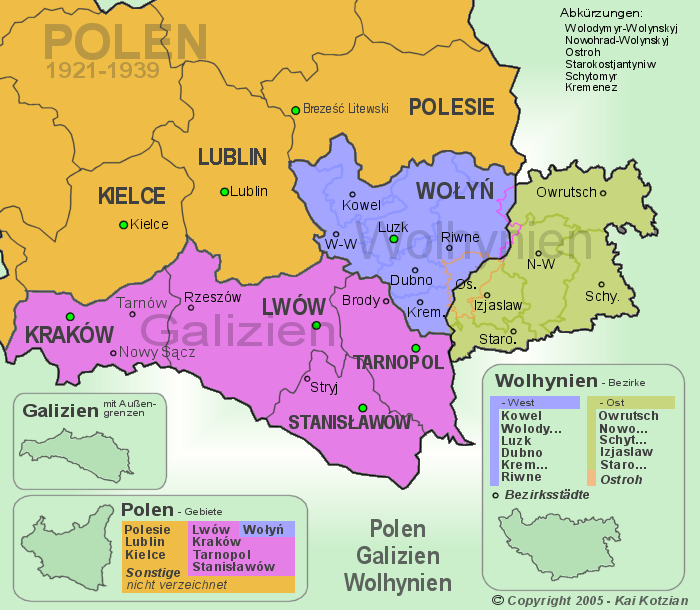
Mapa de Volínia i Galítsia, que incloïen molta població ucraïnesa i formaven part de Polònia del 1921 al 1939

Aquesta óblast correspon a la regió històrica de la Rutènia Carpàtica o Ucraïna Transcarpàtica (vegeu Rutènia), i està íntimament lligat amb la història de la Rus de Kíev. A diverses èpoques ha tingut els noms de la Rus' d'Hongria («Угорська Русь»), Rus' dels Carpats, Rus' Carpàtica («Карпатська Русь»), País Rus' («Руська Крайна»), Rus' Subcarpàtica («Подкарпатська Русь»), Ucraïna Carpàtica («Карпатська Україна») i Ucraïna Transcarpàtica («Закарпатська Україна»).
La regió ha canviat diverses vegades de mans durant el segle xx: 
- Fins a la dissolució de l'Imperi Austrohongarès va formar part del Regne d'Hongria.
- La república d'Ucraïna Transcarpàtica va ser una regió autònoma dins de Txecoslovàquia entre 1938 i 1939.
- El 15 de març 1939 es va declarar república independent.
- L'endemà, 16 de març de 1939, va ser incorporada a Hongria.
- El 1944 va ser ocupada per l'Alemanya nazi.
- Al final de la 2a guerra mundial va ser incorporada a l'URSS com a part de la República Socialista Soviètica d'Ucraïna.
- Actualment forma part d'Ucraïna.

## Galeria d'imatges

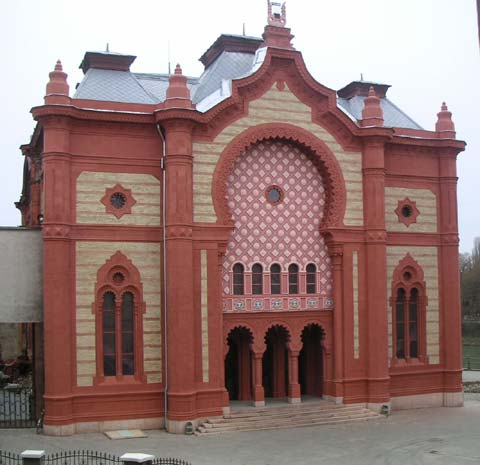
Antiga sinagoga d'Újhorod, del 1910, d'estil modernista, ara la filharmonia.

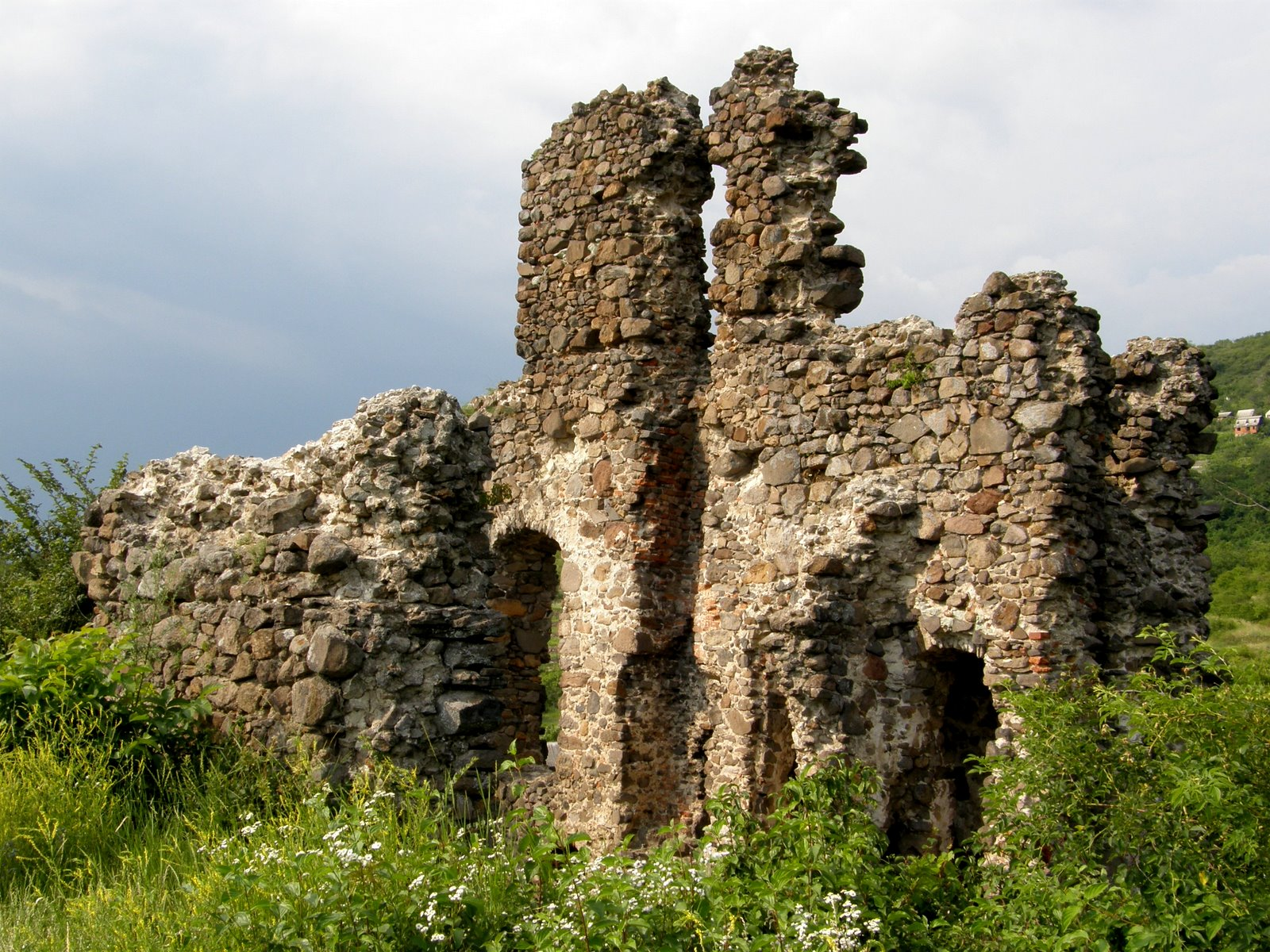
Ruïnes del castell Kankiv a Vinohràdiv.
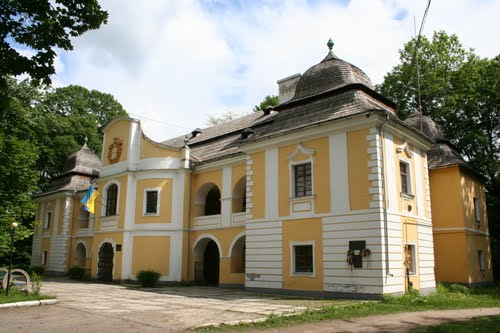
Palau Pereni a Vinohràdiv.
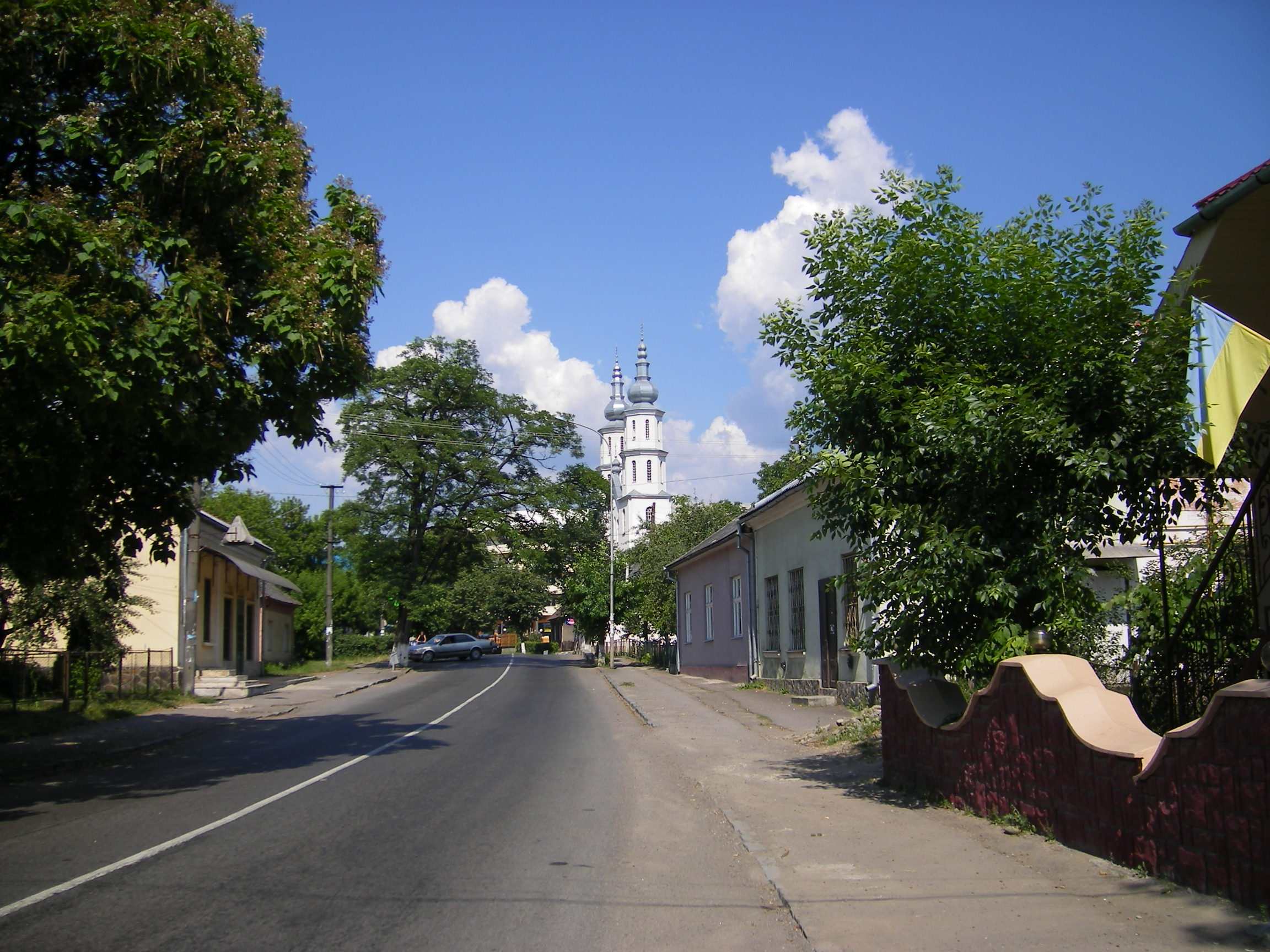
Carrer de la ciutat de Peretxyn.
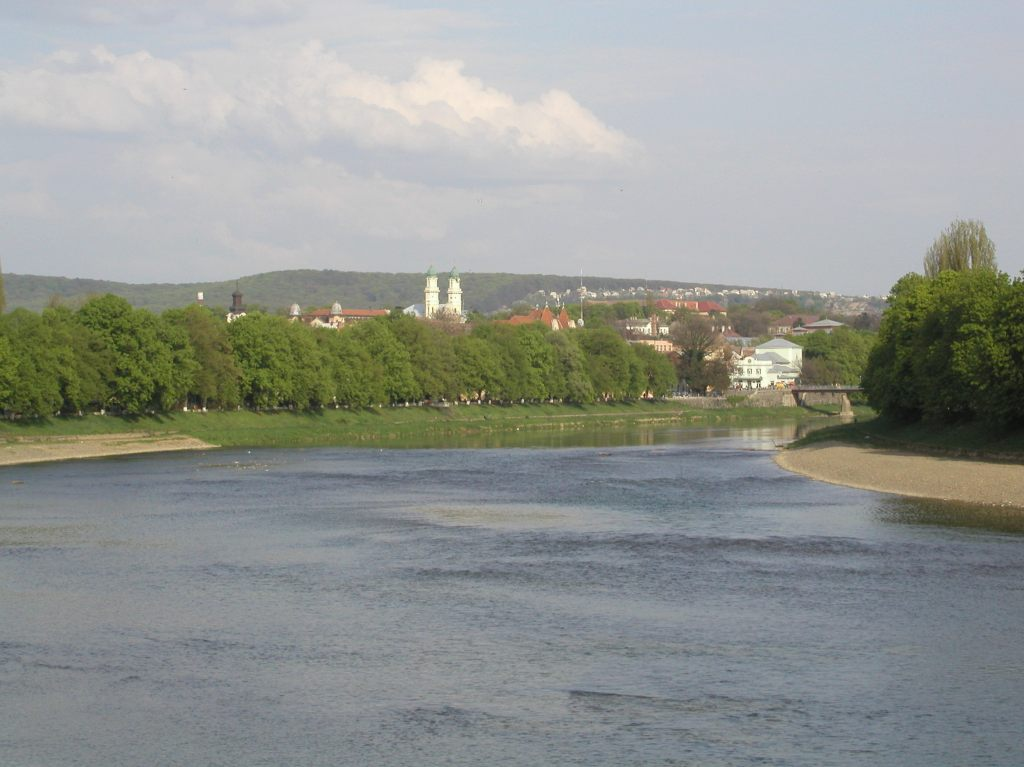
L'Uj a Újhorod.
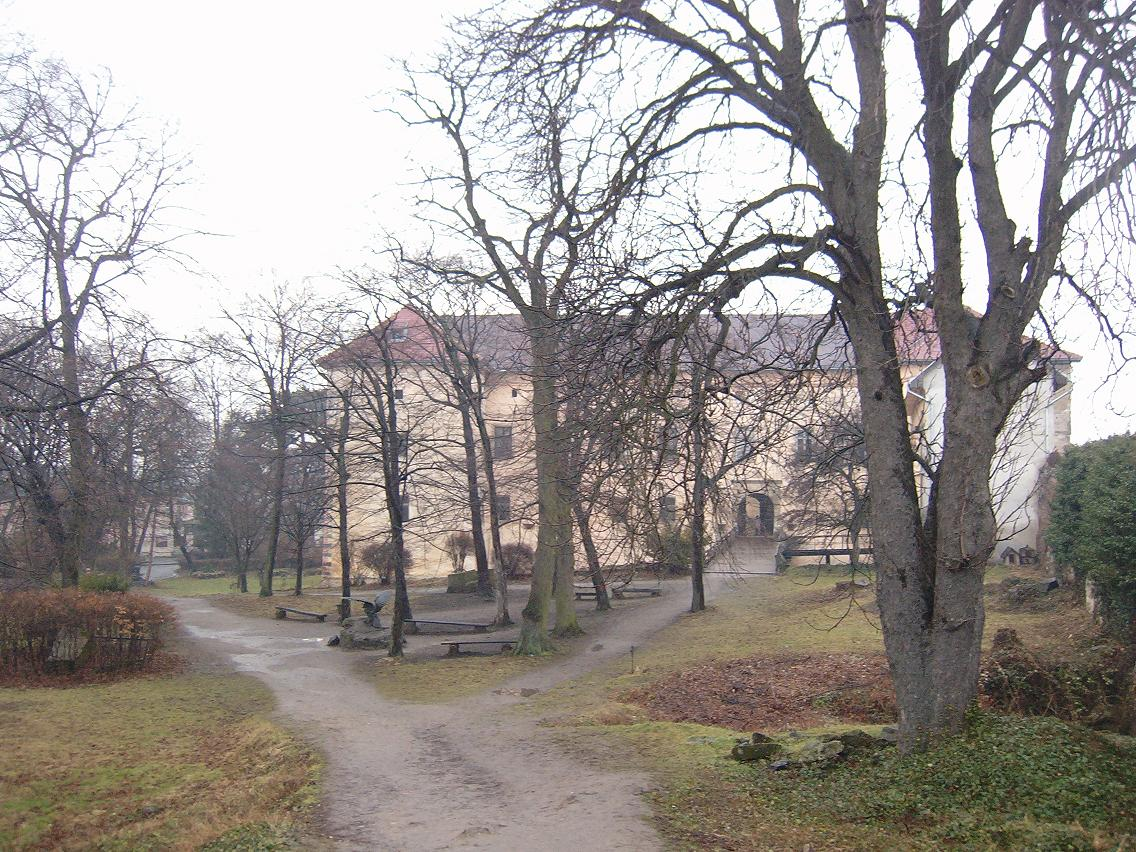
Palau a Újhorod.
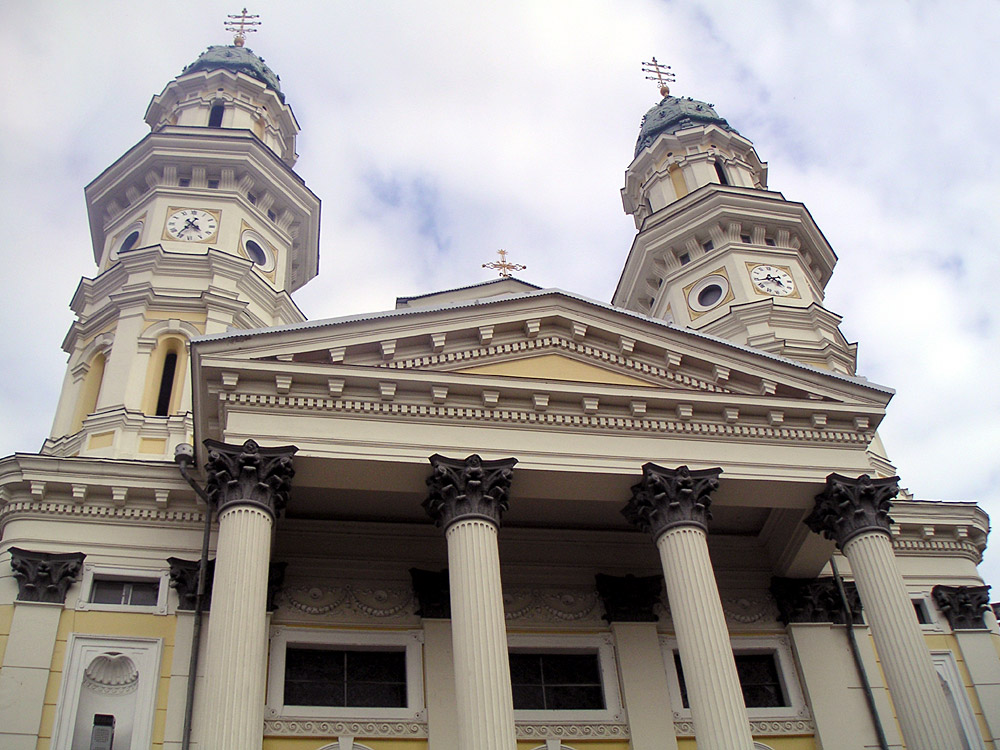
Catedral grecocatòlica (uniata) a Újhorod.
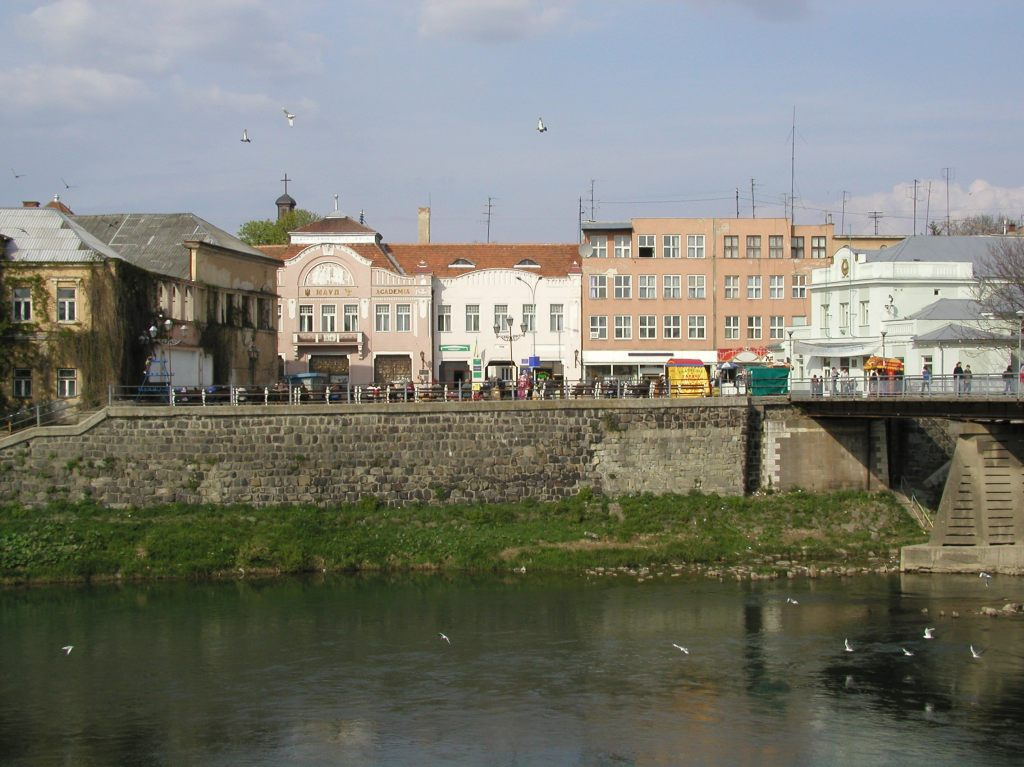
Plaça del teatre (ploixtxa Teatralna) a Újhorod, amb el riu Uj a primer pla.
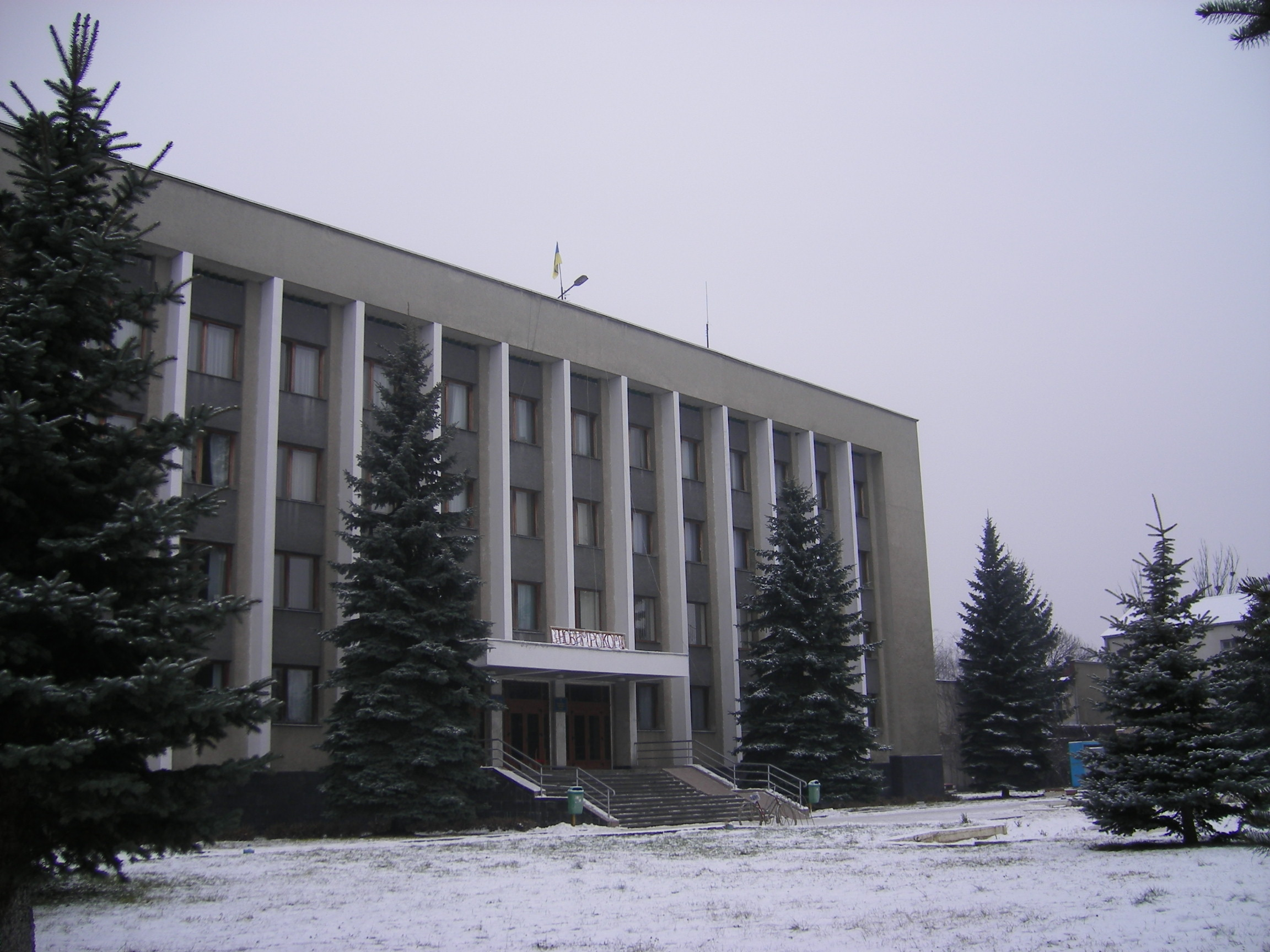
Edifici de l'administració del raion (comarca) a Tiàtxiv.
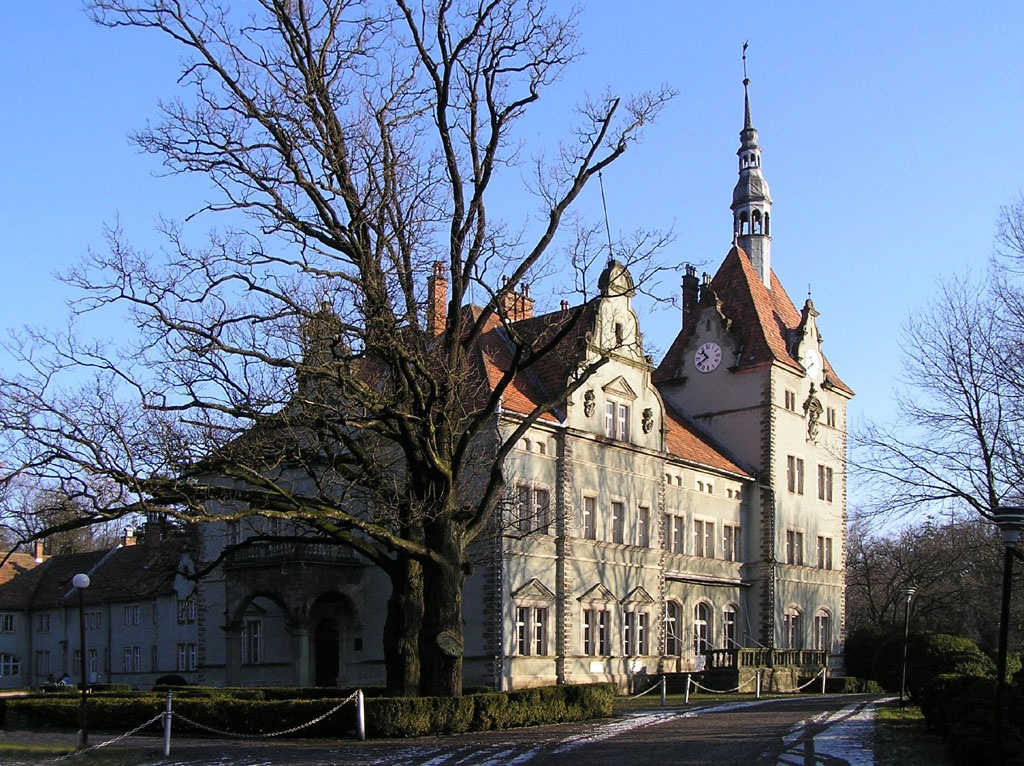
Palau dels Schönborn a la vila de Txynàdiovo.
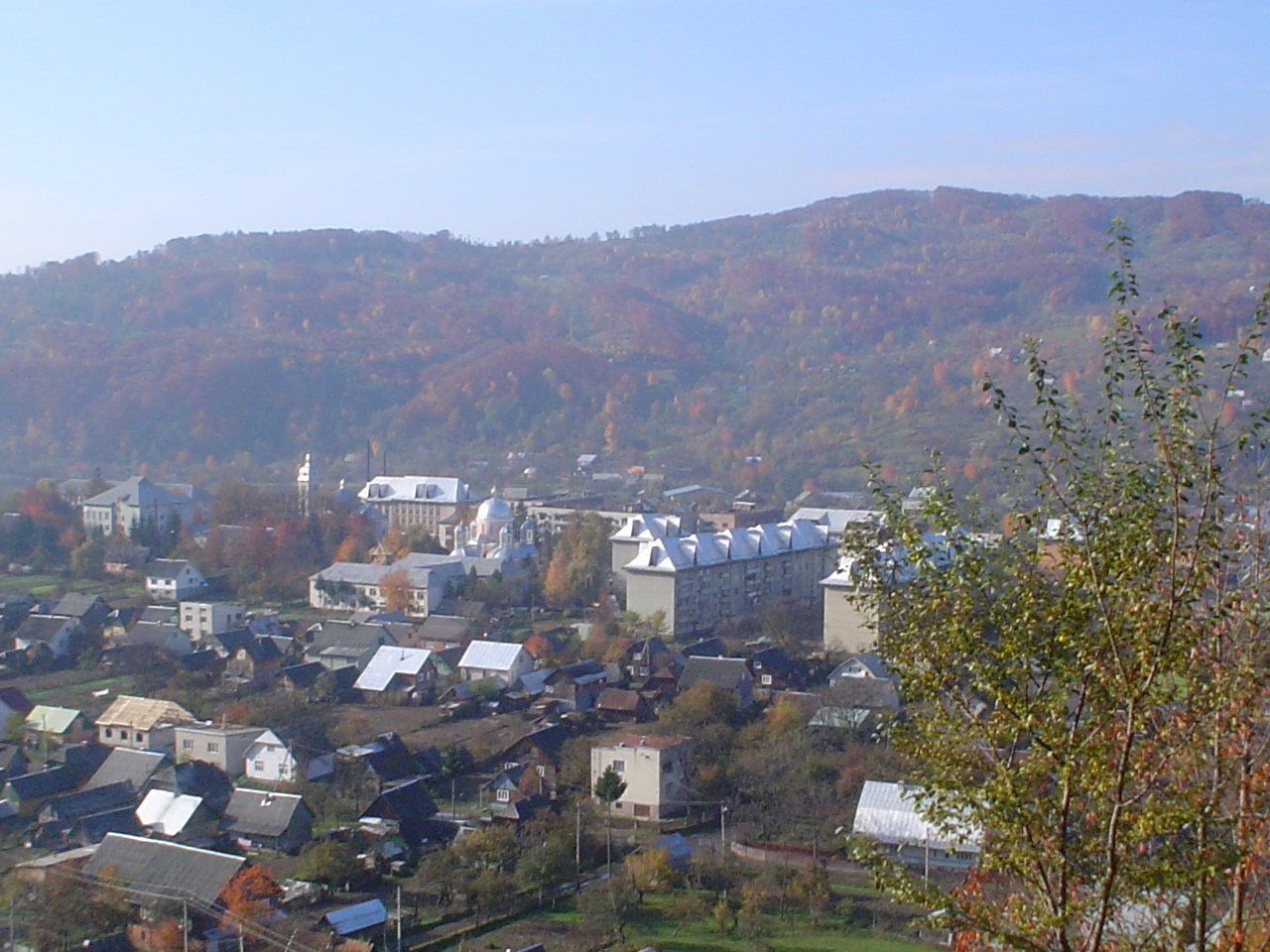
La vila de Dubove, als Carpats.
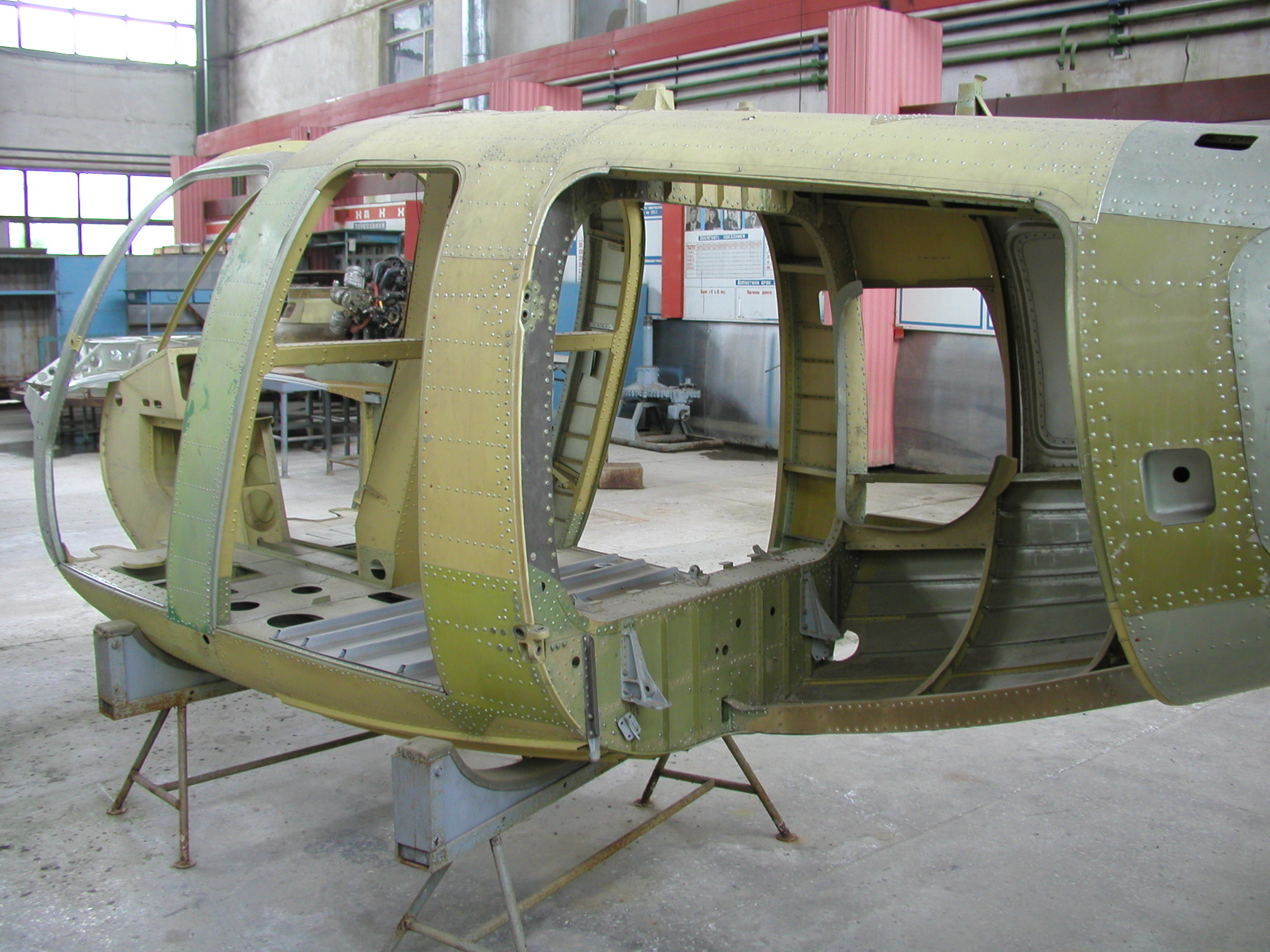
Un helicòpter militar a mig fer a la Planta d'Helicòpters de la Transcarpàcia, a Dubove.
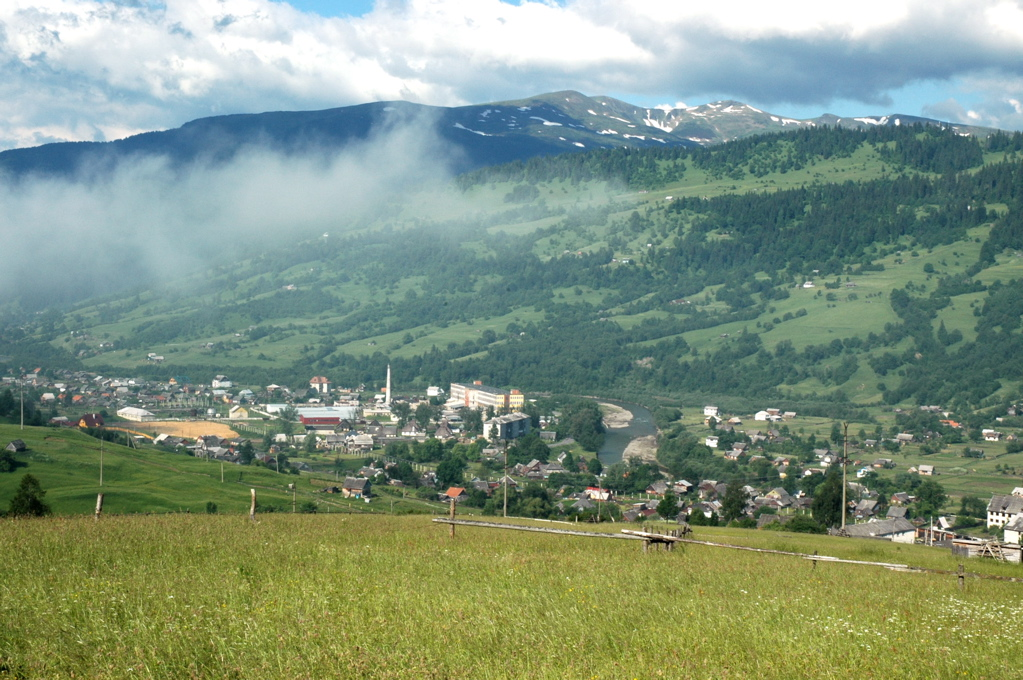
Vista de Iassinià, a la vall del Tyssa Negre, als Carpats.
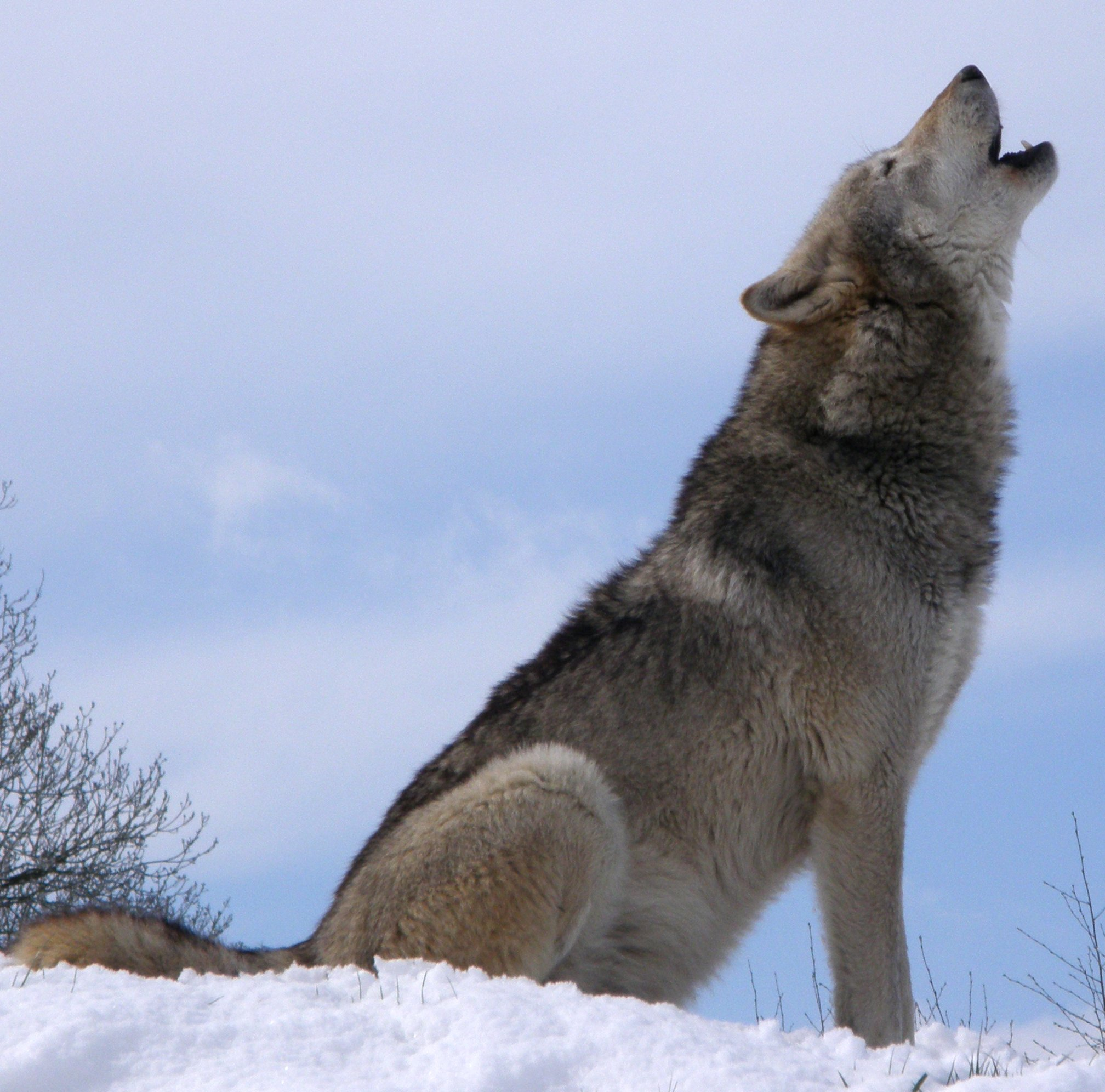
Llop - hi ha una població estable d'uns 2000 exemplars a Ucraïna, alguns als Carpats a Transcarpàcia.
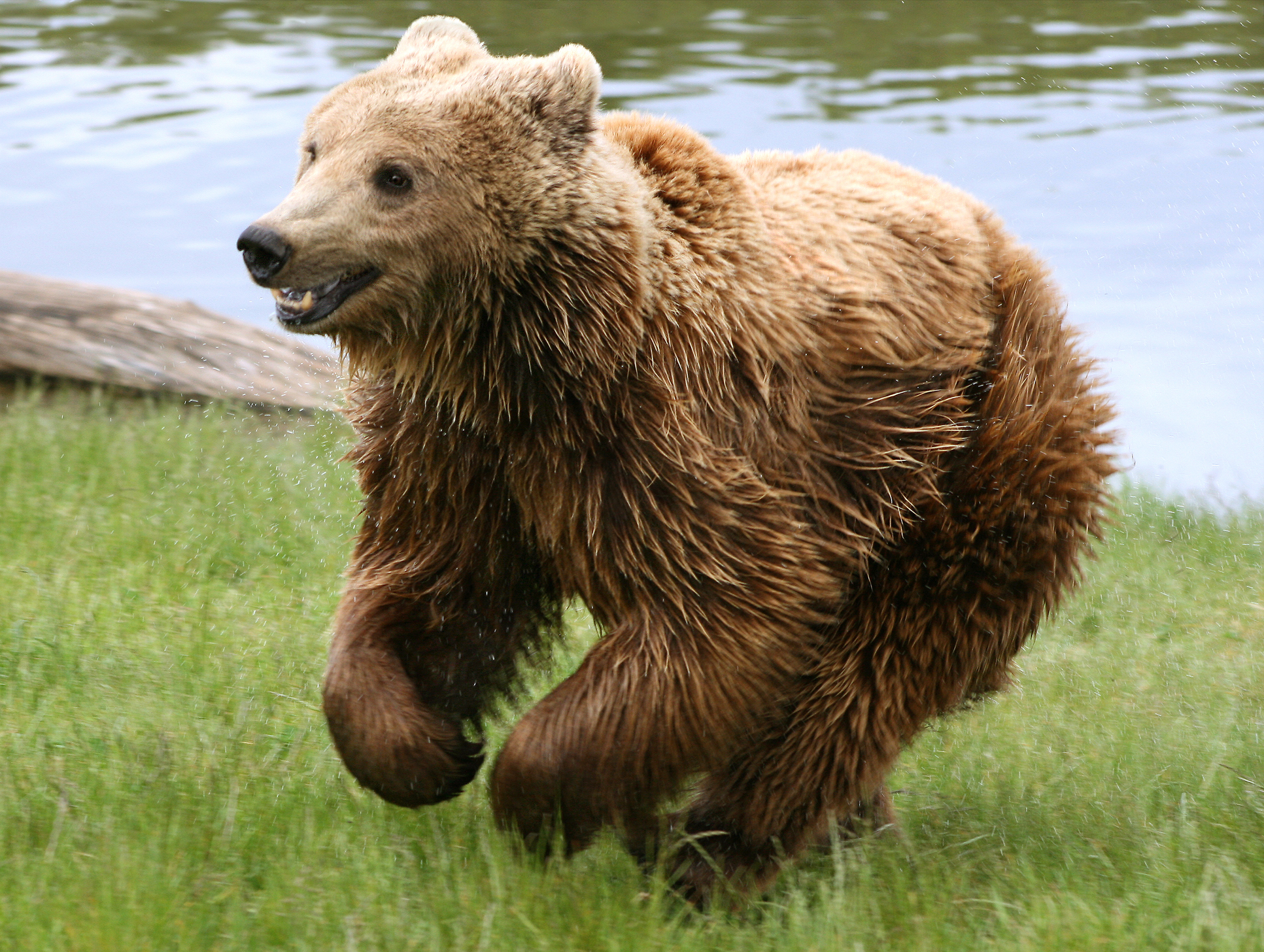
Os bru - hi ha una població estimada d'uns 200 exemplars als Carpats.
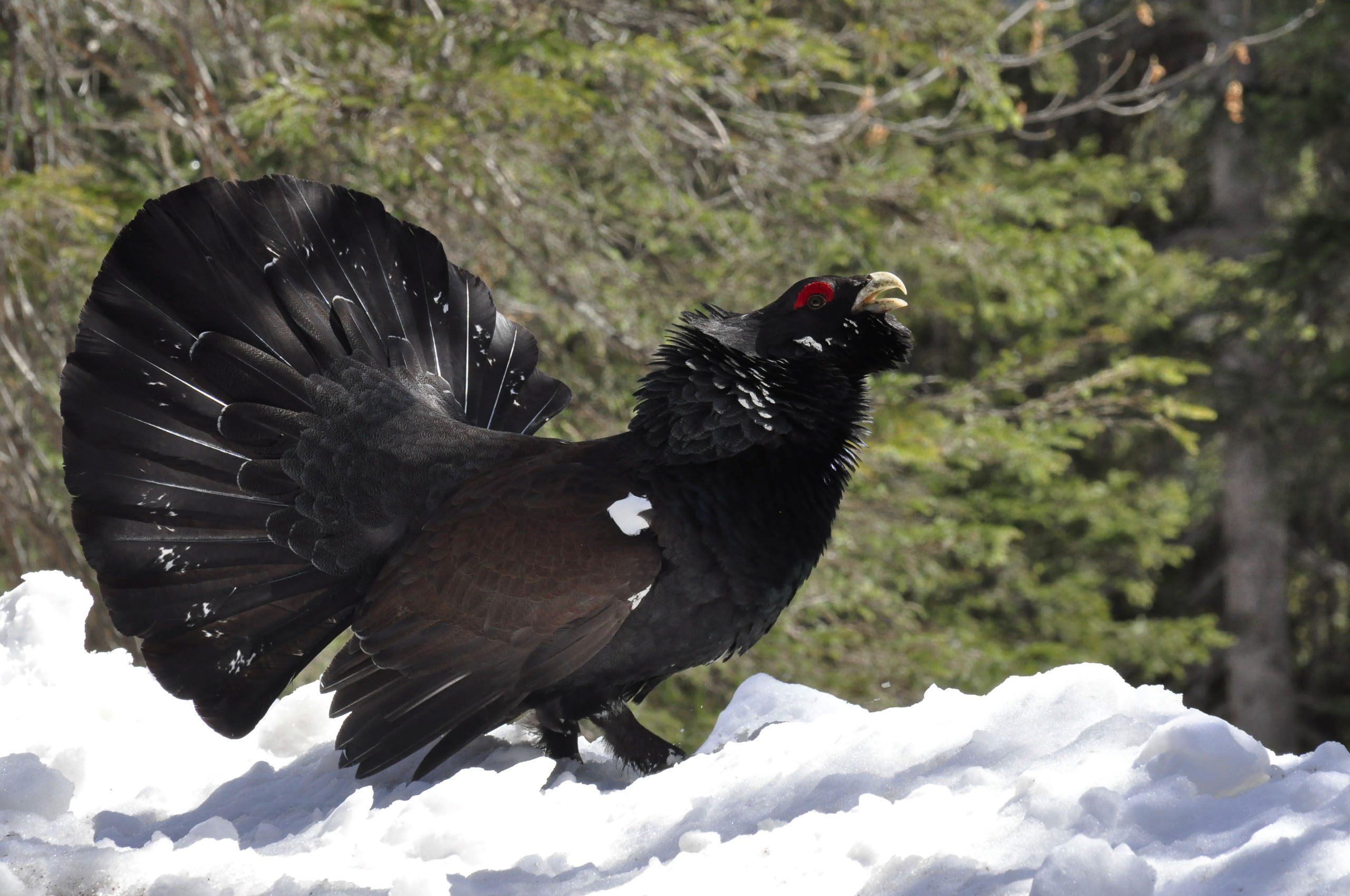
Gall fer mascle en festeig - hi ha una població a la reserva de la biosfera i altres indrets dels Carpats.